# P-51 (航空機)
P-51 マスタング
飛行するP-51D-5-NA 44-13357号機
(第361戦闘航空隊所属、撮影年不詳)
- 用途：護衛戦闘機、戦闘爆撃機、対地攻撃機
- 分類：戦闘機
- 設計者：エドガー・シュミュード、レイモンド・ライス[注釈 1]
- 製造者：ノースアメリカン・アビエーション社
- 運用者

  -  アメリカ合衆国
    -  アメリカ陸軍航空軍
    -  アメリカ空軍

  -  イギリス空軍 など
- 初飛行：1940年10月26日（NA-73X試作機[2])
- 生産数：16,766機(15,469機[1])
- 運用開始：

  - 1942年1月（イギリス空軍）
  - 1942年8月（アメリカ陸軍航空軍）
- 退役

  - 1957年（アメリカ空軍）
  - 1984年（ドミニカ共和国空軍）
- 運用状況：退役
- ユニットコスト：50,985米ドル（1945年）
- 派生型：

  - A-36 アパッチ
  - PA-48 エンフォーサー
  - P-82 ツインマスタング

P-51 マスタング（North American P-51 Mustang）は、アメリカ合衆国のノースアメリカン社が開発しアメリカ陸軍航空軍などで運用されたレシプロ単発単座戦闘機。
同世代機を凌駕する速力に加え充分な運動性と積載量を有しつつ、戦闘機としてはやや長い航続距離や安定した高高度性能により、爆撃機の護衛や対地攻撃で活躍した。とくにイギリスのロールス・ロイス製エンジンを搭載した後期型は「第二次世界大戦中後期の最優秀戦闘機」と評された。
愛称の「マスタング（Mustang）」とは、スペイン人によって北アメリカ大陸に持ち込まれ野生化した小型の馬のことである。日本語ではムスタングと表記する場合もあるが、本項ではより発音の近いマスタングに統一する。

## 概要
形状は機首にV型エンジンを搭載した単発、主翼は低翼配置、尾翼は⊥型という当時の戦闘機で主流の設計である。翼型やラジエーターの配置に工夫が施されたが、初期型は凡庸な性能に加え、諸事情により短期間の設計であったため複数の問題も抱えていた。第二次世界大戦の半ばにイギリスのロールス・ロイスが開発したマーリンエンジンを搭載した後は性能が大幅に向上、それまで主力だったカーチス製のP-40 ウォーホークの後継機として導入が進んだ。実戦では航続力と高高度性能を生かしボマーエスコート（爆撃機の護衛）の主力として活躍した。また実戦配備後もパイロットの意見を取り入れた改良により完成度が高まっていった。
マスタングは様々な局面に対応できたことから最強の万能戦闘機、史上最高のレシプロ戦闘機とも評され、アメリカ軍でも第二次世界大戦中に使用した機体で最高と評価している。ただしマスタングが投入された時点で航続距離、高高度性能、加速性、運動性、火力のいずれにおいても同等もしくは上回る機体は存在していた。また最高速度はレシプロ機では最高クラスであったが、既に世界初のジェット戦闘機であるメッサーシュミット Me262が実用化されており『同世代機で最強』とされる性能はない。しかしマスタングはこれらを一定水準で満たしながらより低コストであり、なおかつアメリカ軍が必要とした時期に登場したことが『アメリカ製最優秀』と云われる所以である。
航空業界では後発だったノースアメリカンは、練習機としてアメリカ陸軍航空隊のほか数カ国に採用されたNA-16の開発により、単発機の開発能力は証明されていたものの、戦闘機の自社設計は初めてであった。P-51の成功により躍進し、第二次世界大戦後もアメリカ軍に練習機や戦闘機を多数納品した。

## 開発
1939年に第二次大戦が勃発してすぐに、イギリス及びフランス政府は共同でニューヨークのマンハッタンに、サー・ヘンリー・セルフを長とする英仏購入委員会（Anglo-French Purchasing Commission）を設立した。この委員会はドイツによるフランス占領後はイギリス単独の機関となった。セルフが抱えていた多くの仕事のなかには、イギリス空軍のためにアメリカの戦闘機製造を組織化することも含まれていた。この時点では、完成しているアメリカ製航空機には、ヨーロッパの水準に達しているものは皆無だった。P-40は要求に近かったが、工場は最大限稼働していたにもかかわらず供給は不足していた。

1940年2月25日、セルフはノースアメリカンの社長である"ダッチ"・キンデルバーガーに「カーチスからライセンス供与を受けてP-40を作れないか」と尋ねた。ノースアメリカンは既にイギリス向けの練習機ハーバード Iを生産しており、その品質はイギリス空軍でも高く評価されていた。3月のある日の午後、キンデルバーガーは主任設計士のエドガー・シュミュードに相談した。シュミュードはかねてから戦闘機設計の構想を抱いていたため、戦闘機の自社開発は出来ると答えた。キンデルバーガーのヘンリーへの回答は、「ノースアメリカン社は、同じエンジンで、もっといい航空機を、より短い製作期間で、初飛行させることができる」というものだった。委員会ではP-40に採用されている12.7 mm機関銃を4丁、ユニットコストは40000ドル以下という条件を設定、5月29日にはノースアメリカンとイギリス空軍の間に契約が交わされた。1940年3月からNA-73開発計画が開始された。

## 特徴
NA-73には以下のような特徴があった。

### 層流翼

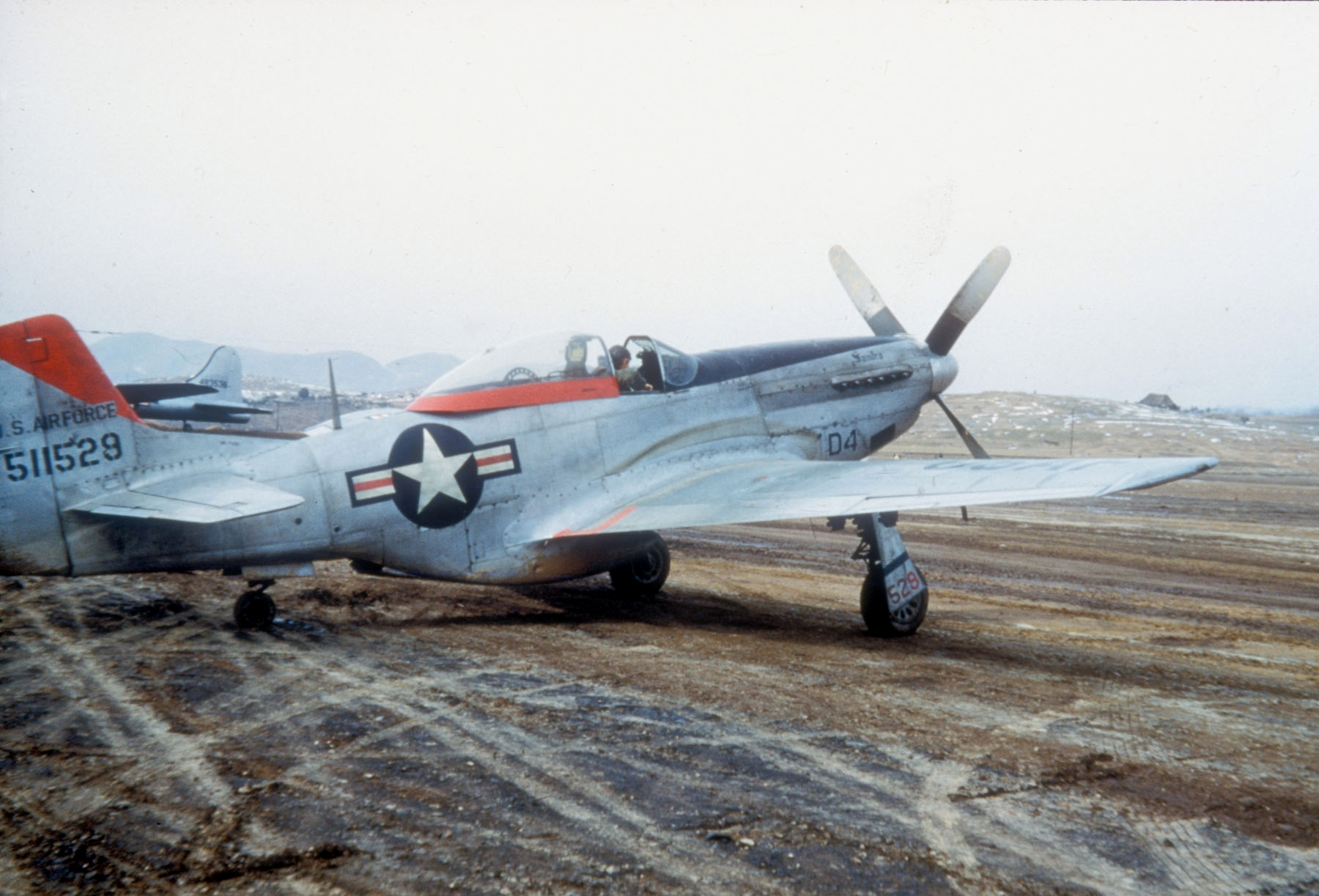
F-51D(戦後名称)の胴体側面に付いた排気ガスの流れた痕跡。翼の中程まで続いている。

境界層流と呼ばれる機体表面近傍の流れは層流境界層と乱流境界層の2種類に分けられ、表面摩擦抵抗は前者の方が小さい事が知られていた。これを翼型の設計に応用し乱流への遷移を遅らせて層流域の拡大をはかったのが層流翼型である。ノースアメリカンとNACAが共同開発した層流翼（NAA/NACA 45–100）をD型まで、F型以降は NACA 66翼型 を採用。翼根翼厚を厚めに取って、強度と軽量化を両立させつつ、燃料や武装、降着装置の収容スペースを確保している。ただし、層流翼は表面の平滑さに敏感で、塗膜の気泡や昆虫の衝突による付着物でも後方三角形状に層流が崩れ、乱流の範囲が広がって摩擦抵抗が増えてしまう。このため、狙った程の効果はなかったとする見方もあるが、NACA Report 824による検証ではそれなりの効果があったとされる。
層流翼にはもうひとつの利点があり、旧来翼型に比べ臨界マッハ数が高く、より高速な急降下が可能で、高速戦闘機としての使い勝手が向上する。ベルX-1の設計時、遷音速風洞が存在しなかったため、P-51Dの主翼上面（約マッハ0.81）にX-1の主翼模型を垂直に取付けて急降下しデータを積み上げたという。

### 冷却
機体下部・主翼付近にラジエーター・ダクトを搭載し、機体の空気抵抗低下と冷却効率の両立を図った。
また単なるダクトではなく、メレディス効果により推力を発生した。ダクト流入口は乱流を避け効率化のために、丸い縁を持たせ、さらに機体から約7cm離し、前方へ突き出す形で設置することで機体に沿う空気の流れに乱流が起きることを防いだ。ダクト後方はフラップとなっており、メレディス効果が発揮されない条件では閉じている。
降着装置を下ろすと車輪部分のカバーがダクトの前方にかかってしまうため、カバーだけを畳む機能も追加した。
ダクトの途中にあるオイルクーラー用のフラップも用意されており、高温になると開くようになっている。

なお、D型から贅肉を落とした軽量化マスタング（F/G/H型）では、ラジエーターダクトが再設計され前後に延長されている。これは重量の増加を忍んだリファインであり、後部胴体下面の傾斜がなだらかになったほか冷却器の位置も後退、尾輪も後方に移設されている。

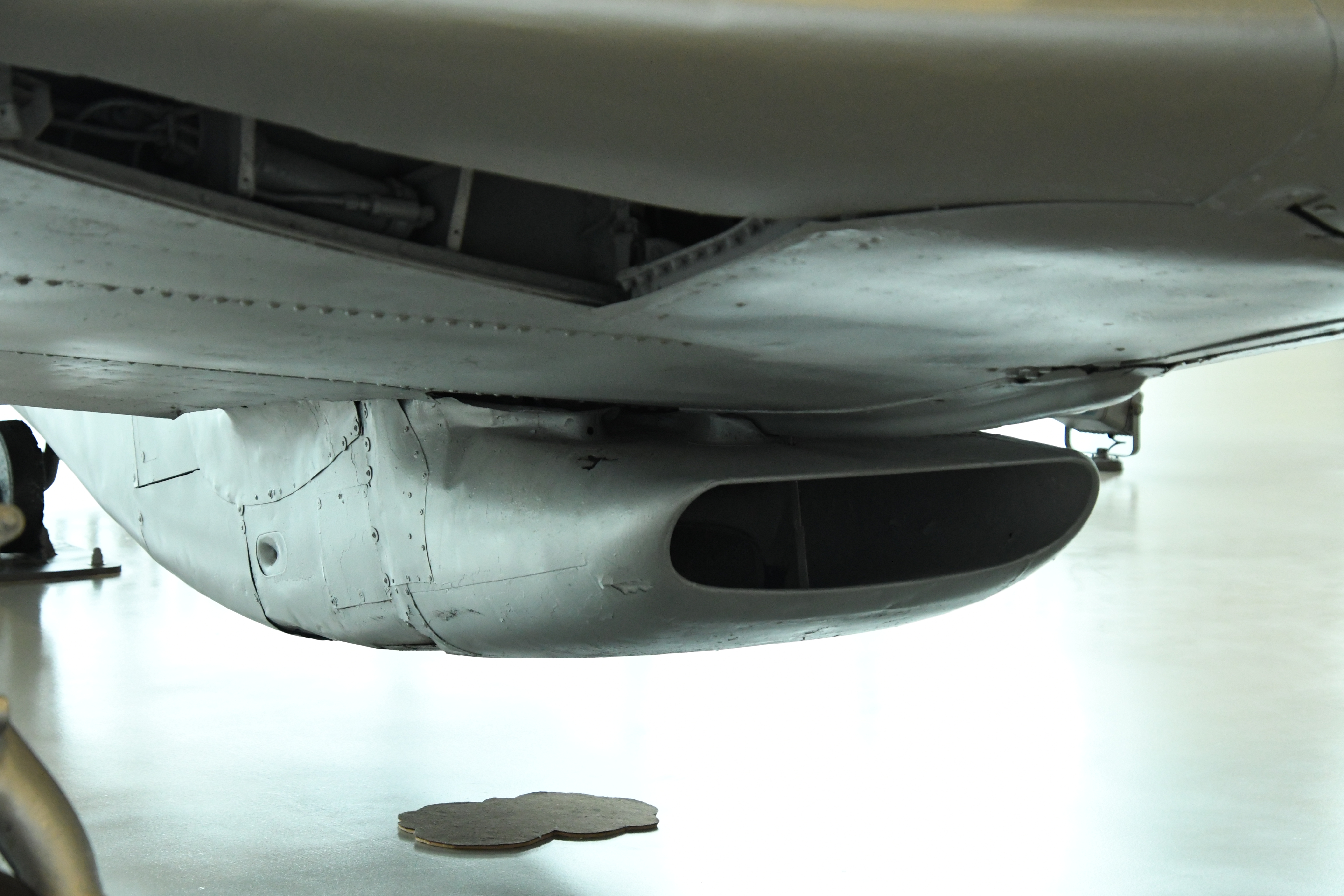
TF-51Dのダクト。後方のフラップは閉じている。
冷却システムの解説図。後方のフラップは閉じている。

### 生産性
設計段階から生産効率を考慮し機体は大きく5分割して製造し、最終工程で結合するブロック工法を採用。工場では自動車の生産手法を取り入れた工程により製造期間を短縮した。
マスタングの水平安定板は左右一体に造られ、昇降舵を左右共通にすることで、生産性の向上が図られた。また、胴体への固定は垂直安定板で挟み込む独特の方式を採用。さらに、垂直安定板は、エンジントルクに対処するため、機体の中心軸より1度オフセットされていた。

## タイプ

### 初期型
アメリカ陸軍航空隊（USAAF）は当初は全く興味を示さなかったが、後にNA-73の性能に注目した。USAAFはこの売買を禁止できる権限を有しており、最終的に、英国空軍に機体を納入する替わりに、USAAFに無償で2機のNA-73を提供することで決着した（実際は形式的なものだった）。
NA-73は1940年10月26日に初飛行を行った。計画立案から9カ月未満という、驚異的な短期間での完成だった。全体的に操縦性は良好だった。機体の内部構造は膨大な量の燃料を搭載できた。NA-73は機首に2丁の12.7 mm機関銃、さらに2丁の12.7 mm機関銃と4丁の7.62 mm機関銃を主翼に備えていたが、同時代のドイツ戦闘機Fw 190のプロトタイプの場合、4門の20 mm航空機関砲と2丁の7.92 mm機関銃を搭載できるため、当時としては軽武装の部類に属するものだった。
プロペラはカーチス・エレクトリックの3枚プロペラが採用された。
初飛行からすぐに、海面高度（海抜0m）および低高度での性能は大変高いものの高高度での性能が他のヨーロッパ機に及ばないことが判明した。これはP-40と同じ、アリソン・エンジン社製V-1710エンジンを採用したことによる。このエンジンもイギリスのロールス・ロイス マーリンエンジンも機械式スーパーチャージャーを装備していたが、当時既にマーリンが二段二速過給機を搭載していたのに対して依然として一段一速過給機であり、高高度の希薄な空気に十分に対応できなかった。
当時のアリソン社はゼネラルモーターズ（GM）のベンチャー部門ともいえる新興企業であり、技術者は25名程度しかおらず、二段二速過給機の開発にまであまり手が回らないのが実情であった。また合衆国陸軍航空隊は1917年よりゼネラル・エレクトリック（GE）にターボチャージャーの開発を進めさせており、過給機付きエンジンにターボチャージャーを組み込んで高空性能を確保する方針だった。アリソンは後に二段二速過給機を搭載した改良型の開発に着手し、パッカードでの二段二速過給器型マーリンとほぼ同時期に生産できるようになりP-63、F-82に搭載された。また、これを搭載した試作機、XP-51Jも作られたが第二次大戦が終結したこともあり、制式採用されずに終わっている。
最初の量産型のP-51は、1941年5月1日に飛行し、ノースアメリカン社での技術評価に使われた。2機目は11月にイギリスに到着し、正式に マスタング Mk.I（マークI）と命名された。
約610機のマスタング Mk.Iがイギリス空軍に送られ、1942年3月10日に初の出撃を行った。航続距離が長く、低空性能に優れていたため、これらの機体はイギリス海峡付近での地上攻撃や写真偵察に好適で、大活躍する。しかし、高高度では性能低下が大きく、対戦闘機戦闘に使うつもりは無かった。マスタング Mk.IAは、性能向上を意図して機首の機関銃を廃止し、主翼の機関銃を20 mm機関砲4門に変更したタイプで、150機が生産された。
アメリカ陸軍航空隊の後身であるアメリカ陸軍航空軍(USAAF)はマスタング Mk.IAの内57機を引き取りP-51の名称で実戦部隊に支給し、後に大多数がカメラを装備した偵察機F-6Aに改造された。同時に、A-32の完成が遅れていたため対地攻撃機に大きな興味を示すようになったUSAAFは、A-36(会社名NA-97)を発注した。これは、6丁の12.7 mm機関銃（機首に2丁、主翼に4丁）とダイブブレーキを備え、500ポンド (230 kg) 爆弾を2つ搭載するものだった。
その後まもなく、A-36からダイブブレーキと機首の機関銃を取り外し、戦闘機としたA型が発注された。P-51Aはエンジンの馬力強化と新型スーパーチャージャーの採用によって低高度性能が向上しており、主に高高度性能の低さが問題にならない中国・ビルマ・インド方面の第10航空軍に配備された。P-51Aを元にした偵察機型はF-6Bと呼ばれた。P-51Aはイギリス空軍にもマスタング Mk.IIの名称で採用されたが、間もなくマーリンエンジン搭載機が配備され始めたため50機という少数の配備に終わった。

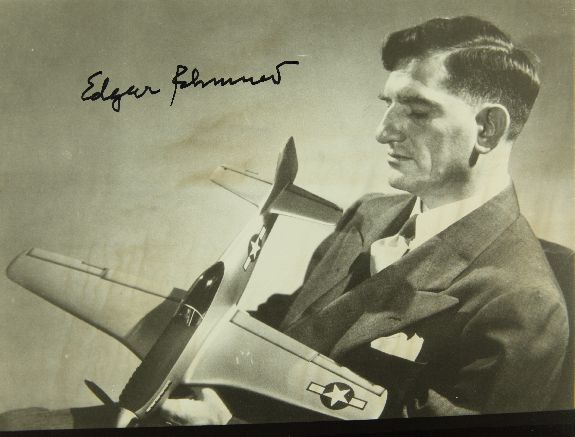
P-51の模型を手にするシュミュード
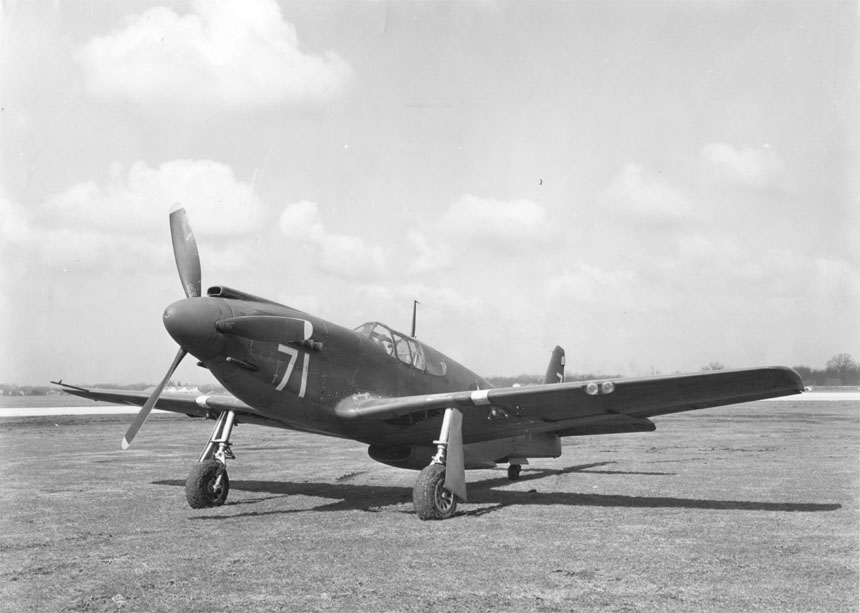
A-36
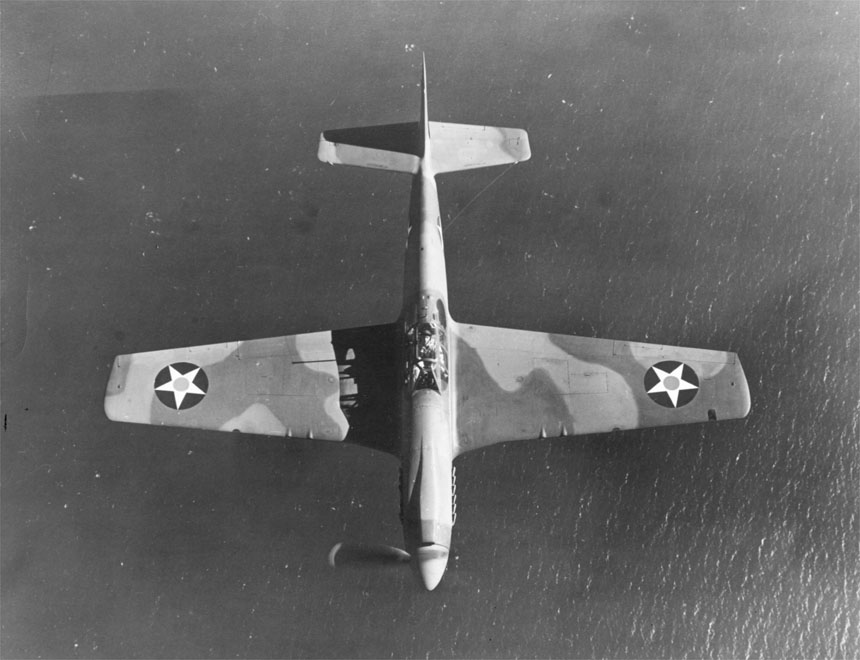
上から撮影したA型

### B型およびC型
Mk.IAやA-36が発注されたのと同じころ、ロールス・ロイスの技術者やテストパイロットがマスタングを調査した。彼らは、すばらしい機動性（スピットファイアなどの既存の戦闘機に比べて）と膨大な燃料搭載量に感銘を受けた。当時、ロールスはマーリンエンジンのシリーズ60の生産を開始していた。これは、アリソン製エンジンと同程度のサイズと重量でありながら、はるかに優れたスーパーチャージング技術が適用されており、それに見合う高高度性能を発揮できるものだった。また、マーリンエンジンを装着した P-40F は高々度において遥かに良い性能を発揮したが、あまり多数のマーリンエンジンは入手できなかった。より優れた P-51 にそのエンジンの優先権が与えられていたからである。
エンジンの出力増加に対応するため、プロペラはより大型のハミルトン・スタンダード製の4枚に変更された。
P-51の機体とマーリンエンジンの組み合わせた機体は当初XP-78と命名されたが、程無くしてP-51B・P-51Cに変更された。カリフォルニア州イングルウッドで作られた機体はB、テキサス州ダラスで作られた機体はCと区別された。この新たなバージョンは、イギリスに基地を置くアメリカ陸軍航空軍の第8・第9航空軍とイタリアに出撃基地をもつ第12・第15航空軍（当時イタリア南半分は既に連合軍に占領されていた）の、あわせて15の戦闘航空群（Fighter Group）で使用された。イギリス空軍ではP-51B/C共にマスタング Mk.IIIと呼称した。また、偵察機型F-6Cも存在した。
ヨーロッパ戦線でのP-51B/Cは主にボマーエスコートに使用された。1943年末頃から、P-51が爆撃機の長距離護衛を開始したことにより、ドイツ領奥地での爆撃が可能となった。
B/C型は航続力と速力は素晴らしかったが、12.7mm機関銃4丁という火力の低さと後方視界の悪さがイギリスのパイロットたちに不評であった。そのため機関銃は後にD型と同じ6丁に増設された。また後方視界改善のため、マルコム社がスーパーマリン スピットファイアのキャノピーに似たセミバブル型のマスタング用キャノピーを作ると、多くのパイロットが自分たちの機体に取りつける現地改修を行っている。ただしスピットファイアやD型に採用されたキャノピーほどの効果はないため、空気抵抗の増加で速力が落ちることを許容し、キャノピー上部にバックミラーを付ける現地改修も行われている。

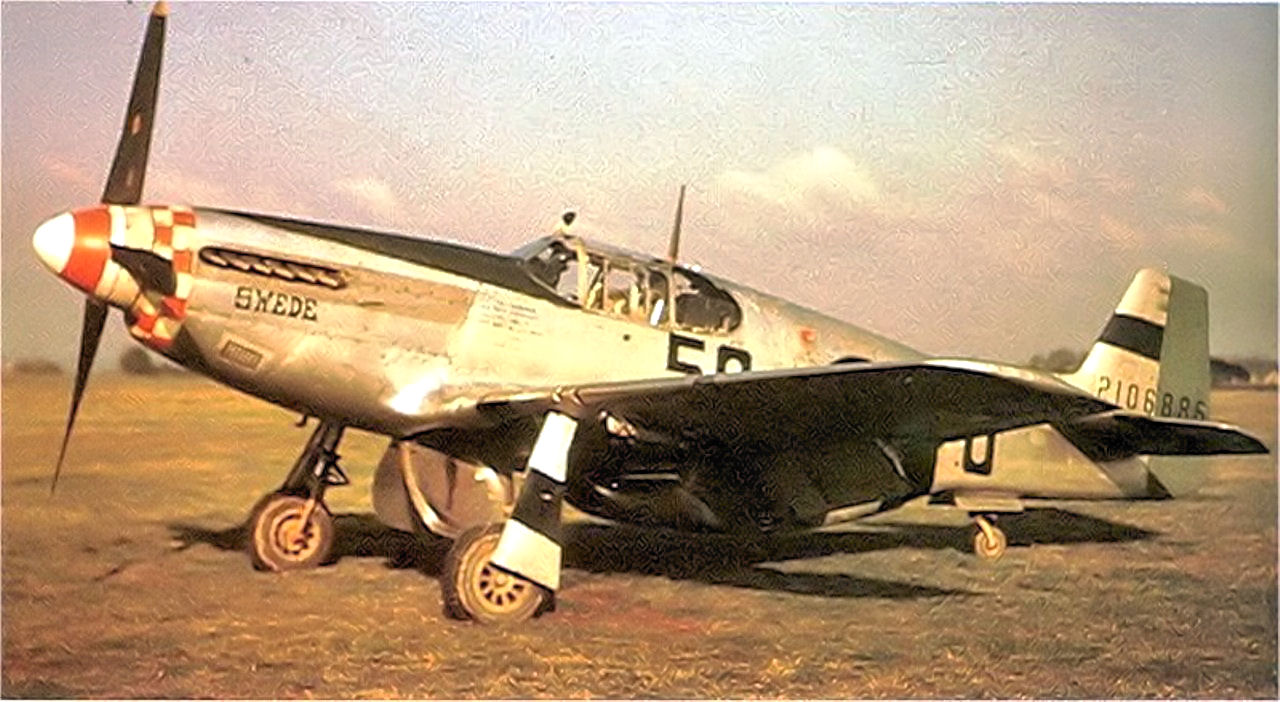
キャノピー上部にバックミラーを取り付けたB型
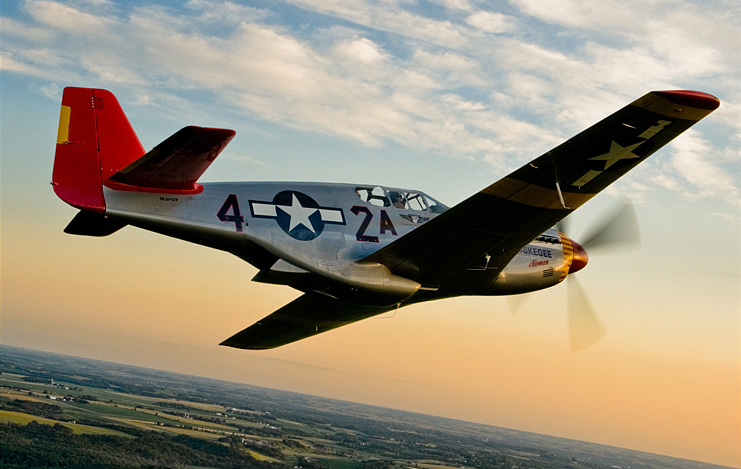
C型の後部（Red Tail Projectで復元されたタスキーギ・エアメン仕様のN61429）
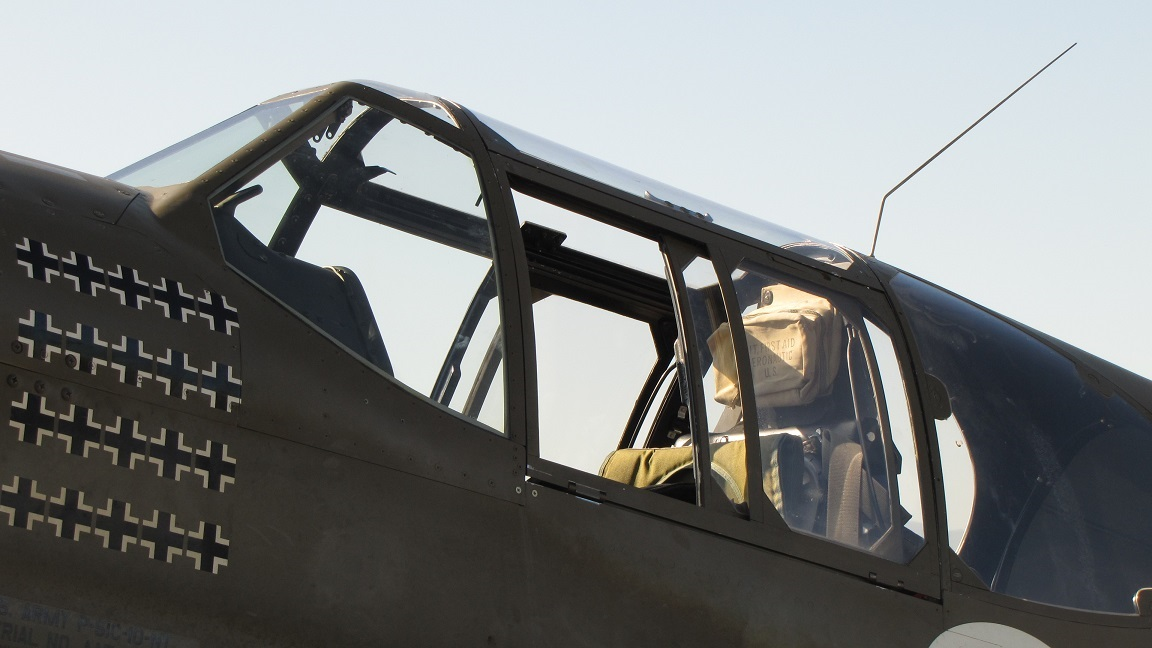
C型の標準キャノピー（米陸軍 S/N 43-25057号機）
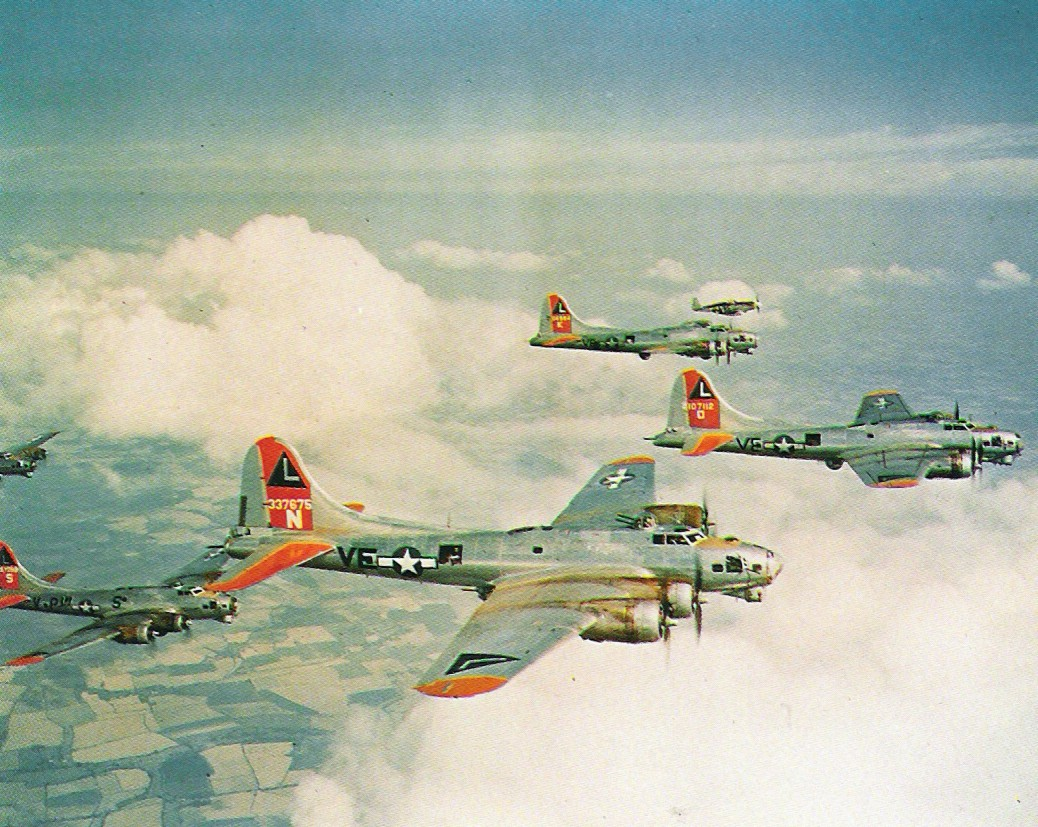
B-17の編隊を護衛するB型（1944年）
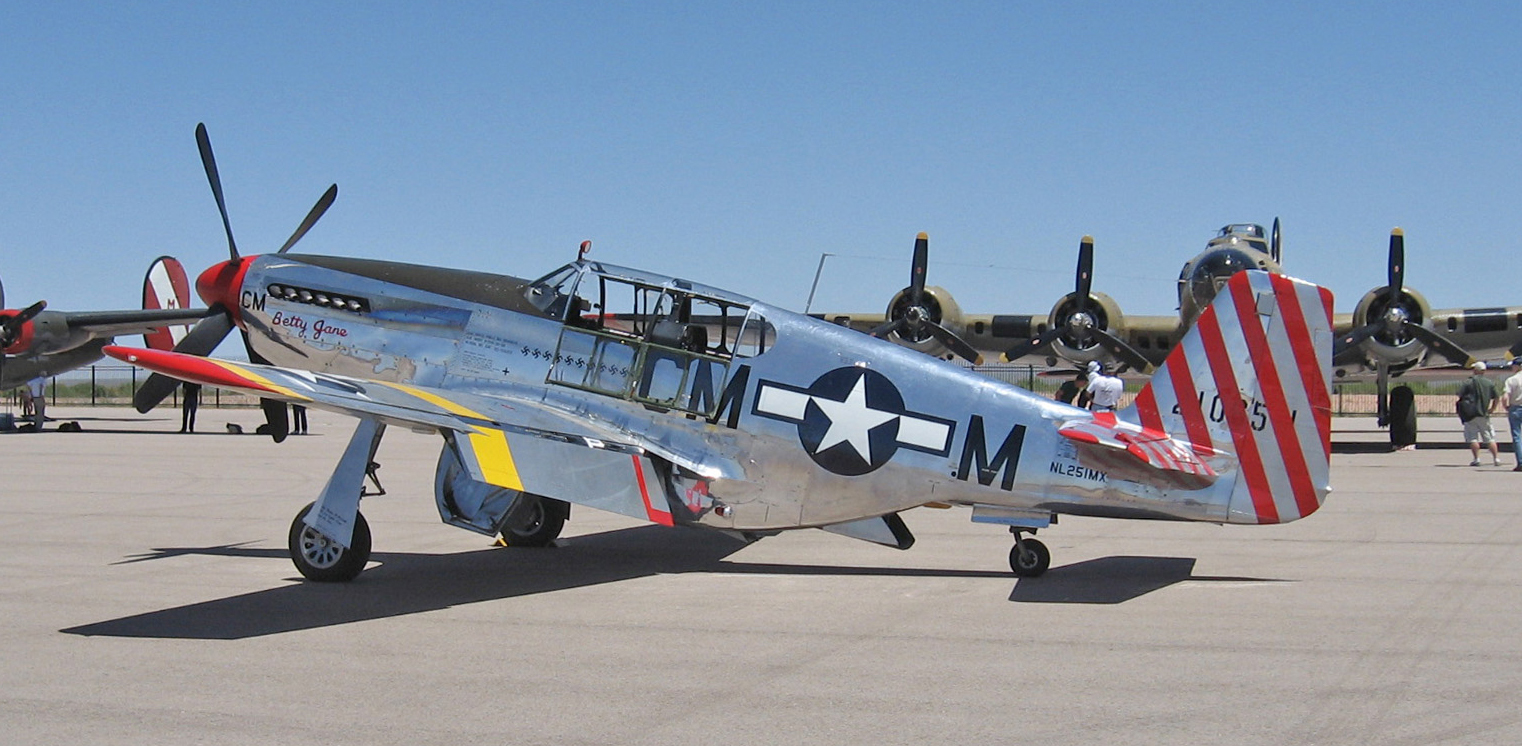
C型の復座型であるTP-51C

### D型およびK型
従来のアリソン製エンジンでは高高度性能が不足していることが明らかとなり様々な改良案が検討された。中でも1942年4月にロールスロイス社が5機のMk.IAにマーリン 61を搭載した実験機「マスタング Mk.X」をテストしたところ、速度・高高度性能・航続距離は最新のイギリス製戦闘機を含め同世代機を圧倒した。マスタング Mk.Xはアメリカ側にも引き渡され高性能を目の当たりにした関係者は正式採用を決定、調整を行ったD型が誕生した。エンジン供給問題を解決するためマーリン 66をV-1650-7として製造するためのライセンスがアメリカのパッカードに売却された。パッカードでは一段過給器型のV-1650-1が生産されていたが、パッカードでの生産のシリーズ60相当への転換に合わせV-1650-7を積んだマスタングの生産は1943年5月（C型は3ヶ月遅れて）から開始された。
D型は課題となっていた後方視界について、コックピット後部胴体を低くし、新たにホーカー タイフーンで採用されていた枠の無い水滴型キャノピー（バブルキャノピー）を取りつけた。これにより優れた全周視界を提供した。その一方でコクピット後部の胴体断面積が減少し、横方向の安定性が低下した。これを改善するため、D-10でドーサルフィン（垂直尾翼前側に設置する安定翼）が追加された。こうした背面の設計変更は乱流の増加による速度低下をもたらした。対策としてリベットをパテで埋め、機体表面を磨きあげる仕上げを採用した。
火力不足を補うため新たに2丁の12.7 mm機関銃を増設し、計6丁の機関銃を主翼に装備した。D-25（K-10）では翼下にレールを追加したことで127mmロケット弾を携行できるようになり、対地攻撃で成果を発揮した。
C型までは濃緑色の迷彩と形状からメッサーシュミット Bf109に類似しており、友軍の対空砲火に誤射されたり他機種で編成された友軍機に攻撃される事件があった。D型でバブルキャノピーへ換装された後は、塗装をクリアドープにしたことでインベイジョン・ストライプが目立ったこともあり、同士討ちも無くなった。なおイギリス空軍は濃緑と灰色の2色迷彩を採用した。
陸軍航空隊はプロペラの生産が追いつかないことを懸念し、アルミソリッド削り出しのエアロプロダクツ製プロペラを採用したK型を発注した。エアロプロダクツ製プロペラは、中空鋼製のハミルトンスタンダード製プロペラより軽かったが、振動による故障が相次ぎ生産が遅れたため、1500機製造した時点で打ち切られた。594機はイギリス軍に引き渡され、163機は偵察型のF-6Kとなった。
D型と偵察機型F-6Dは、シリーズ中で最も生産機数の多いタイプとなった。この新型は1943年7月にP-51D型と命名され空軍により2500機の発注がなされ、前線への配備は1944年3月から開始されたため、同年6月6日からのノルマンディー上陸作戦にちょうど間に合った。イギリス空軍でも1945年からD/K型が配備されマスタング Mk.IVと呼称された。オーストラリアではCACによるライセンス生産が行われたが、配備開始は終戦後となった。

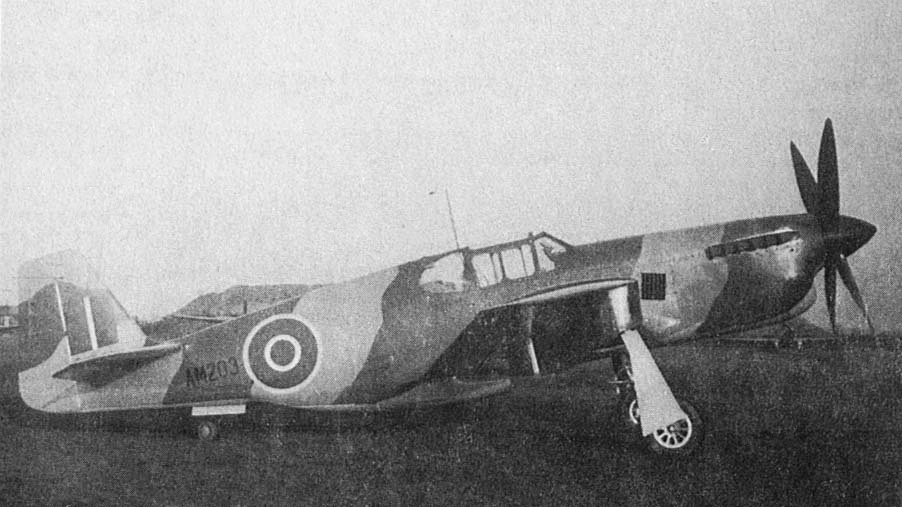
マスタング Mk.X
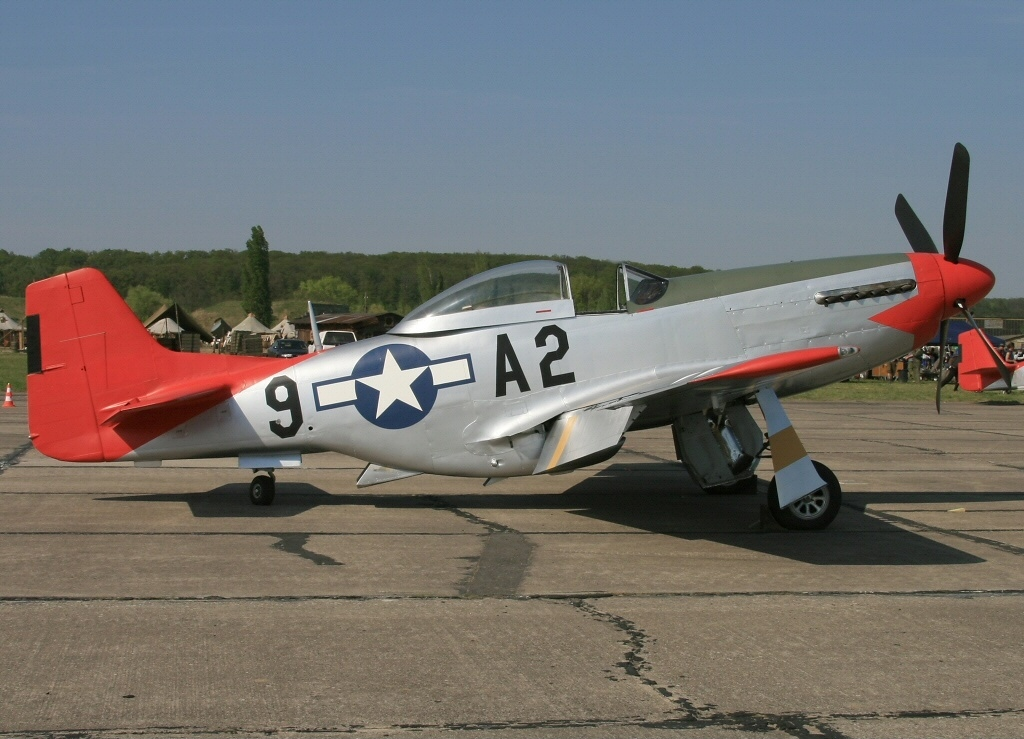
右側から見たD型（Red Tail Projectで復元されたタスキーギ・エアメン仕様）
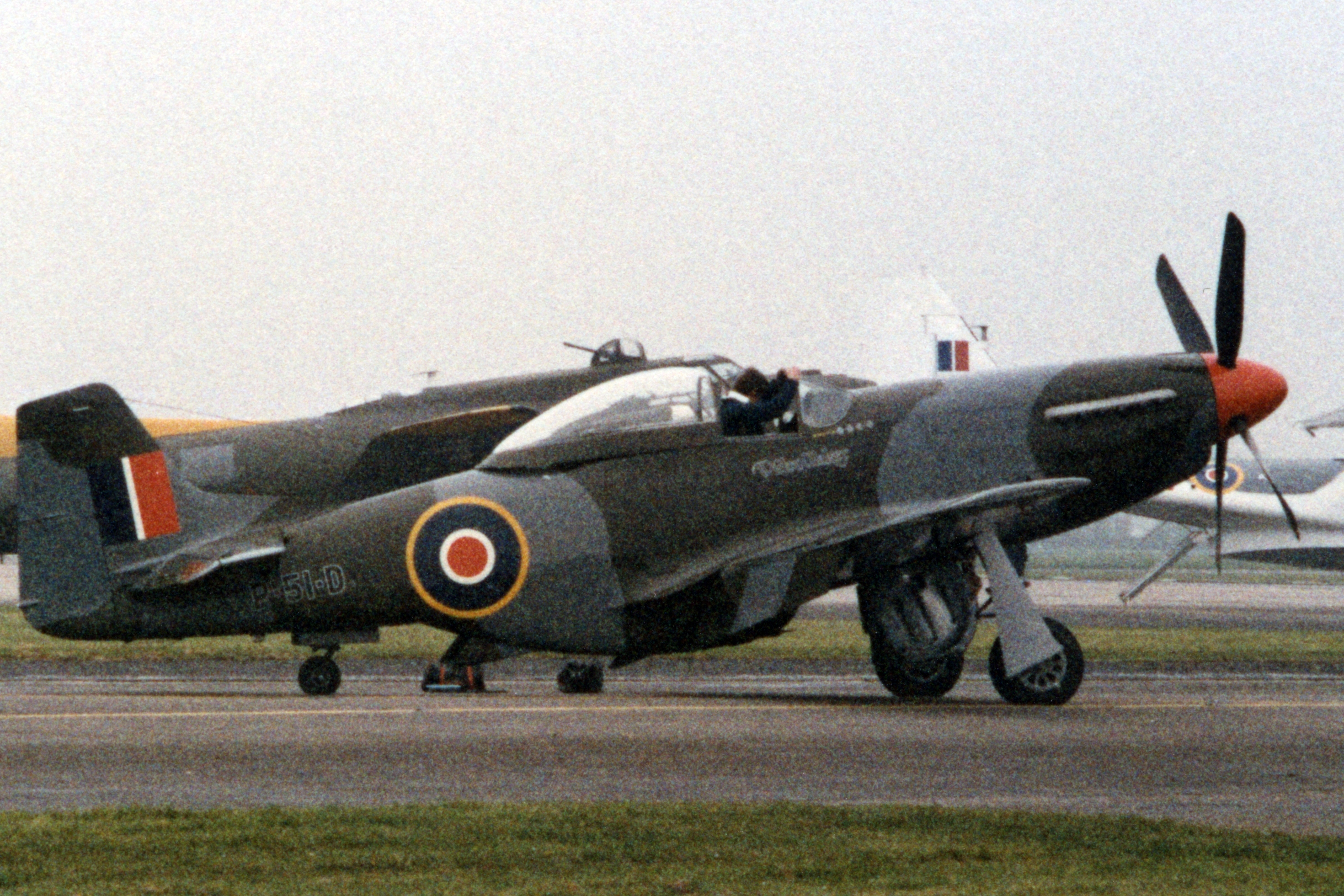
イギリス空軍のマスタングIV（P-51D）
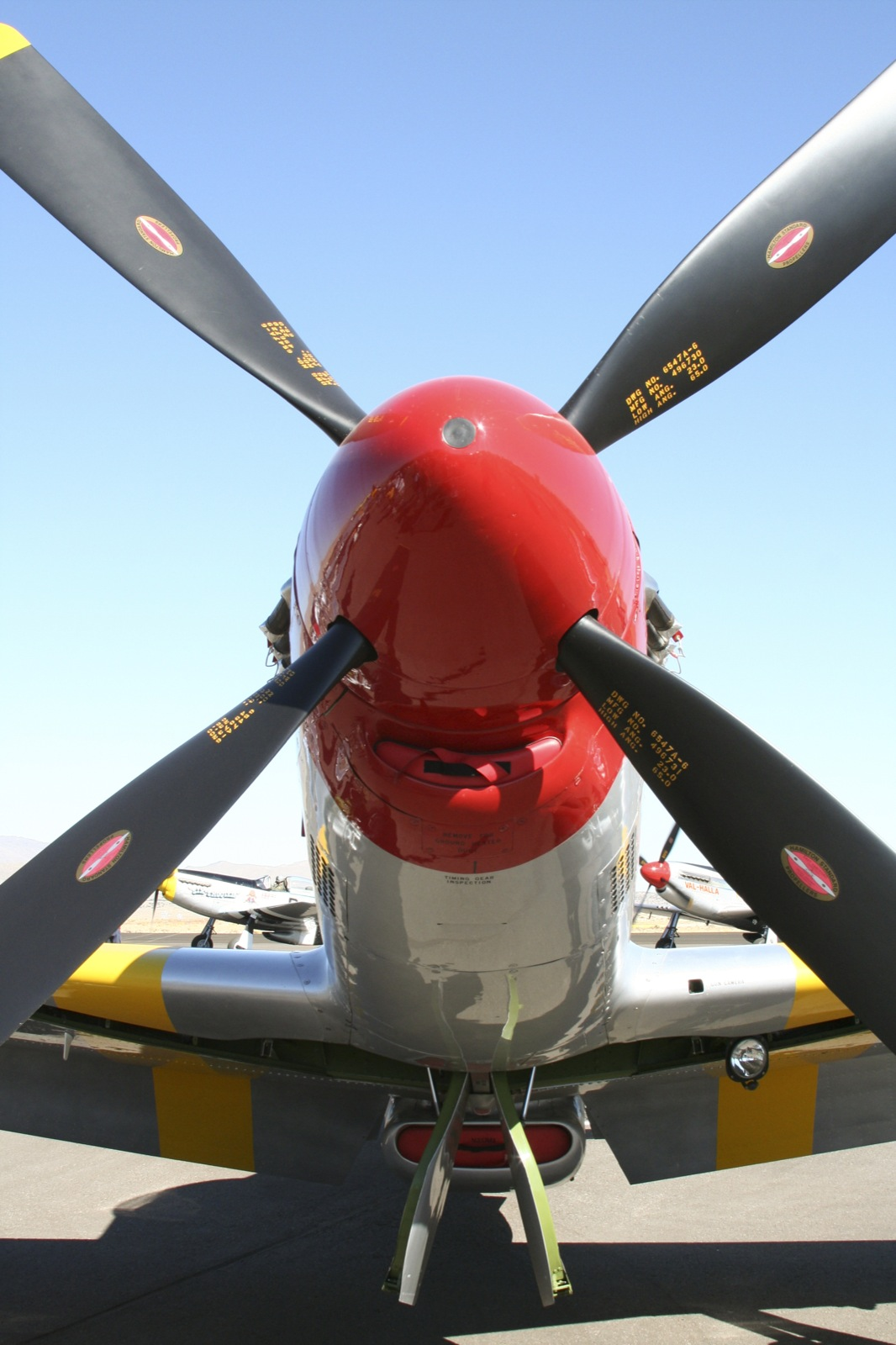
機首（D型）
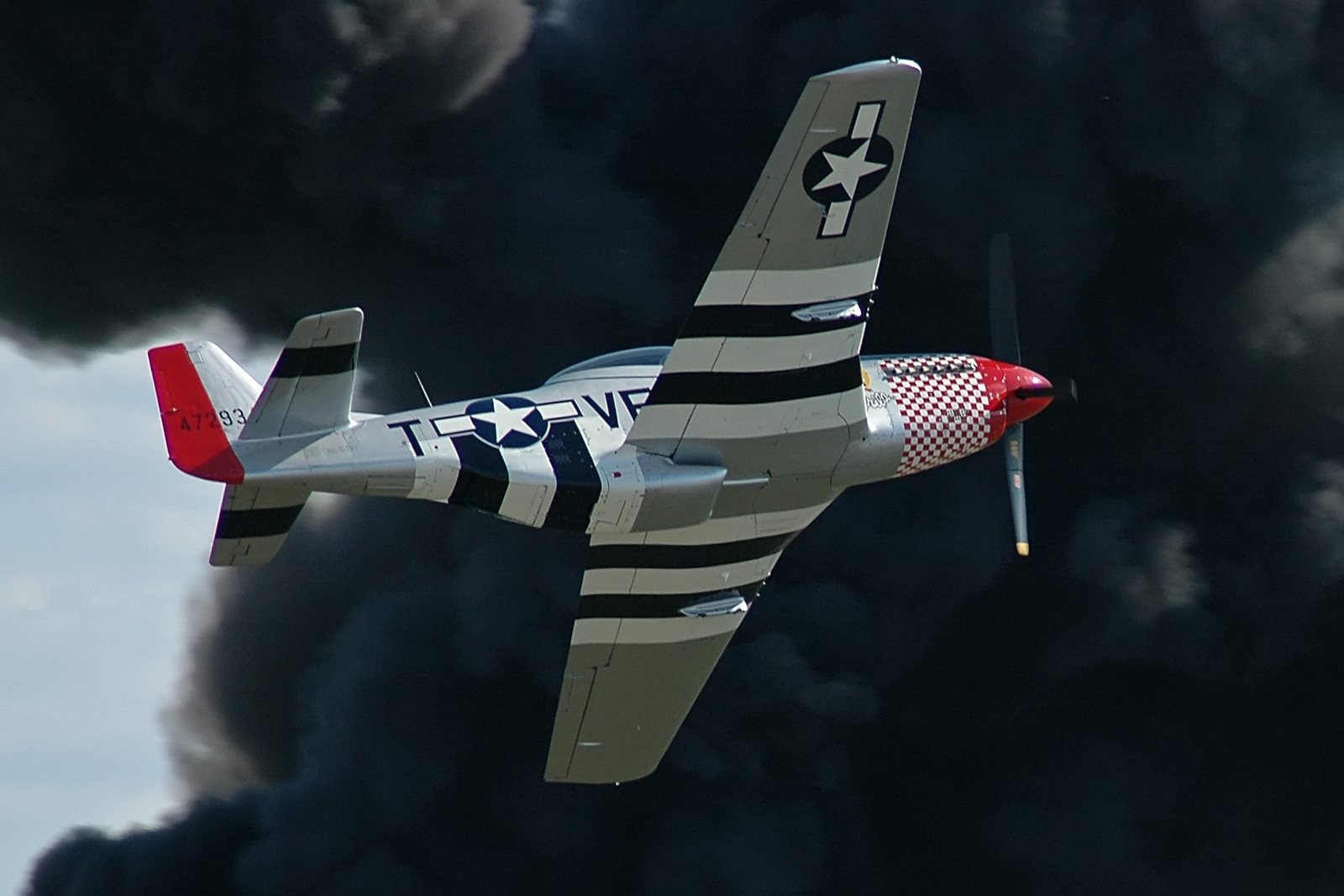
機体下部（D型）
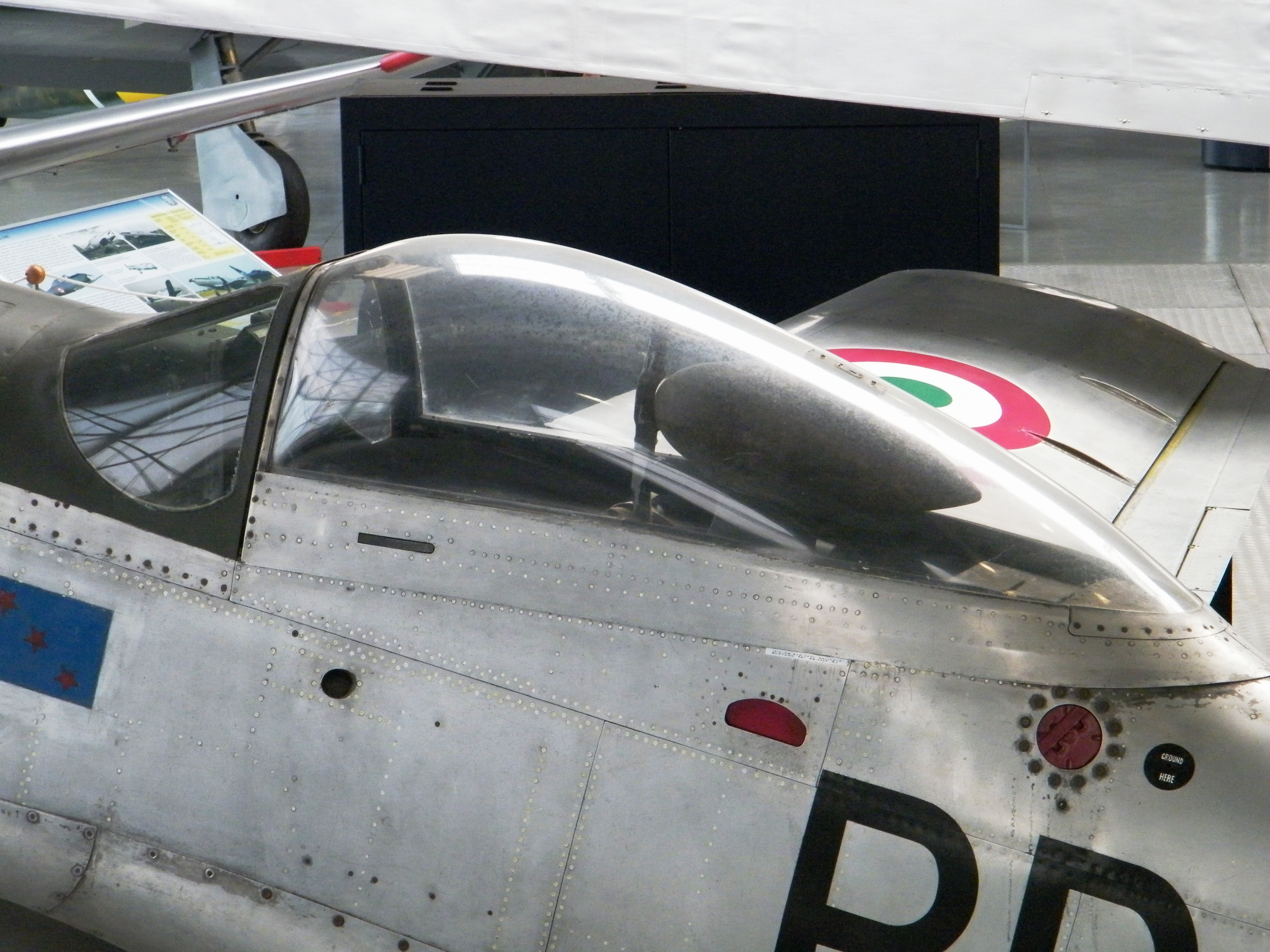
バブルキャノピー（D型）
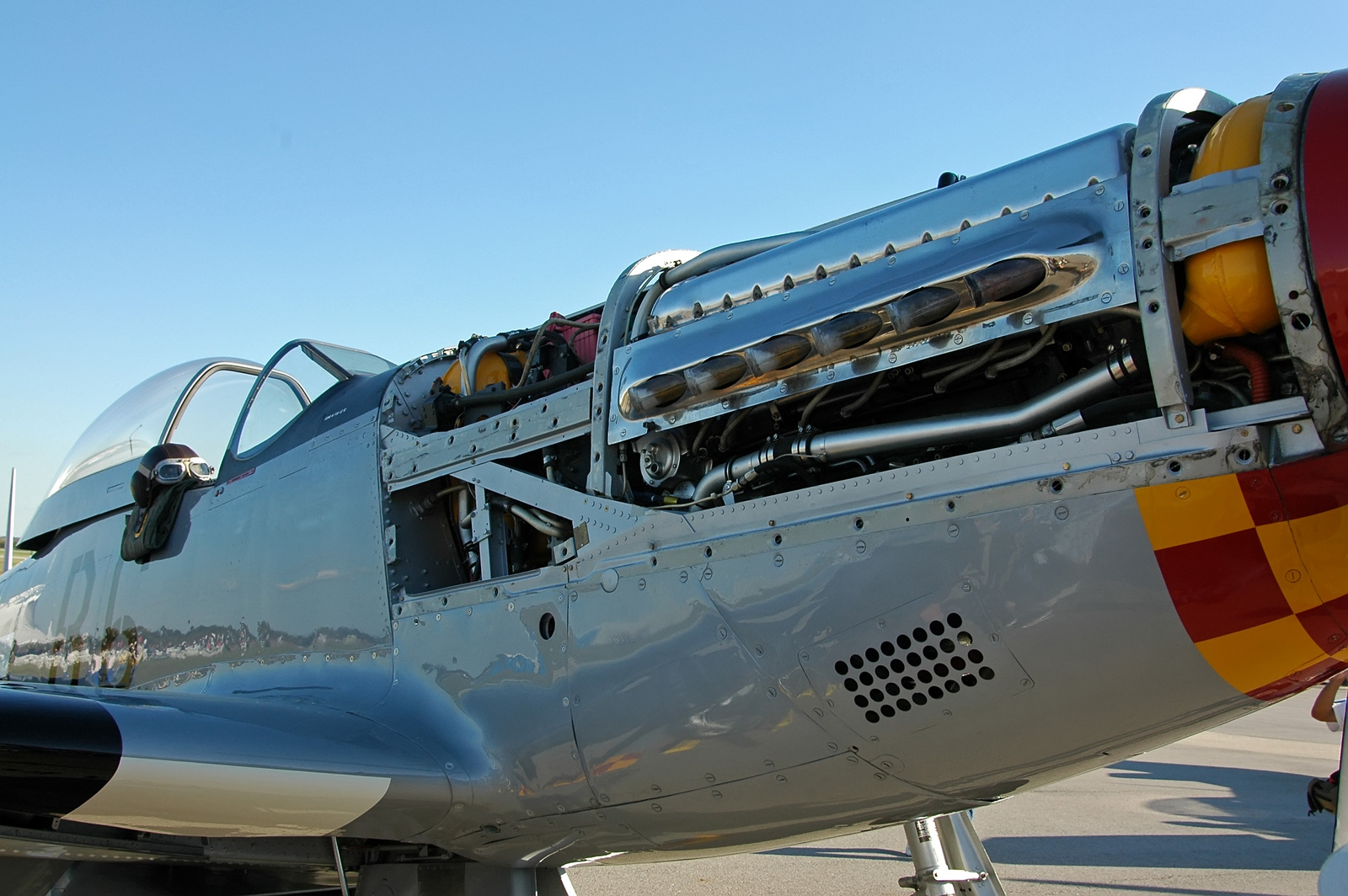
ボンネットを外した状態。機首下部の穴はキャブレター用の補助インテーク（D型）
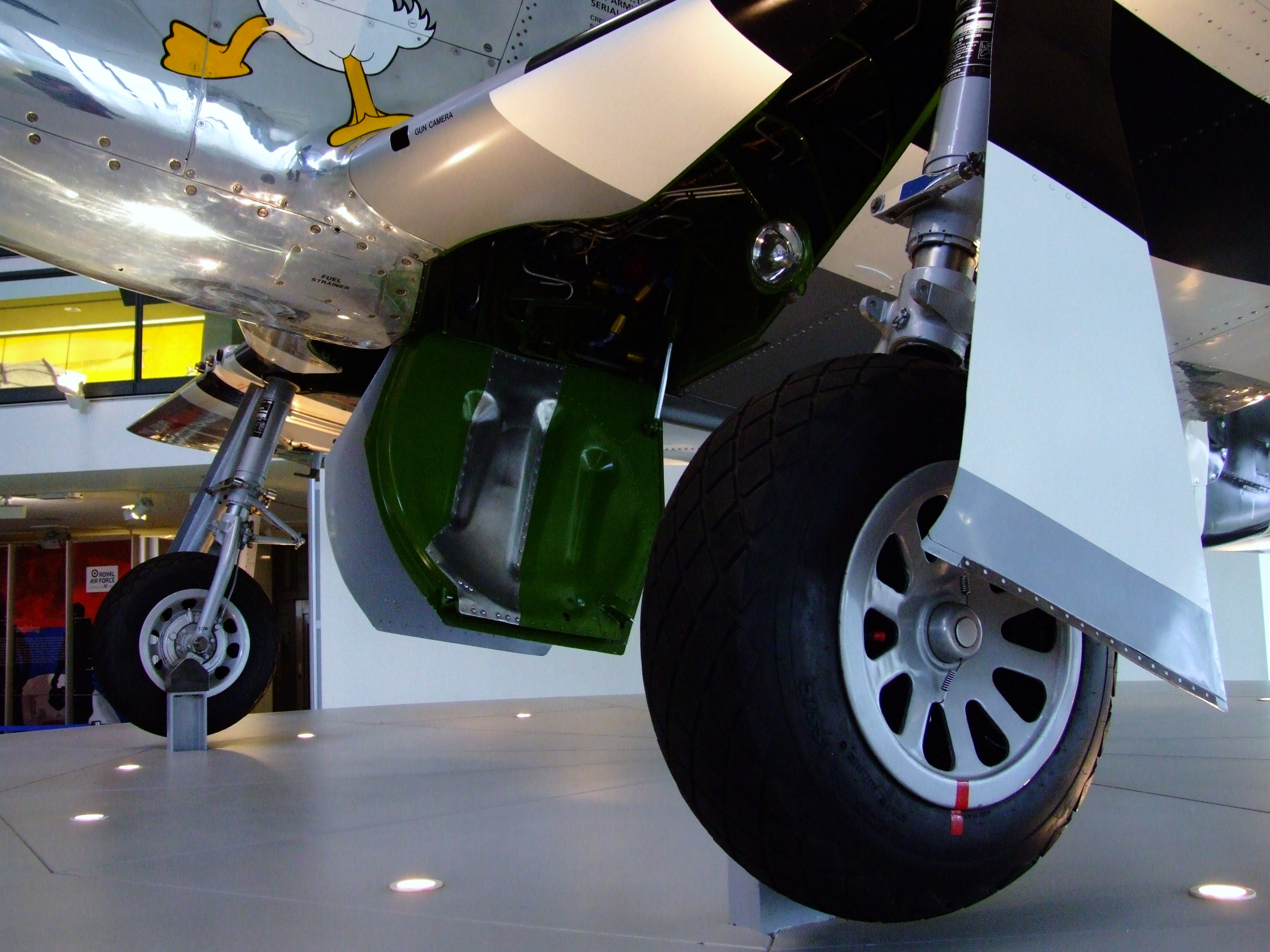
降着装置（D型）
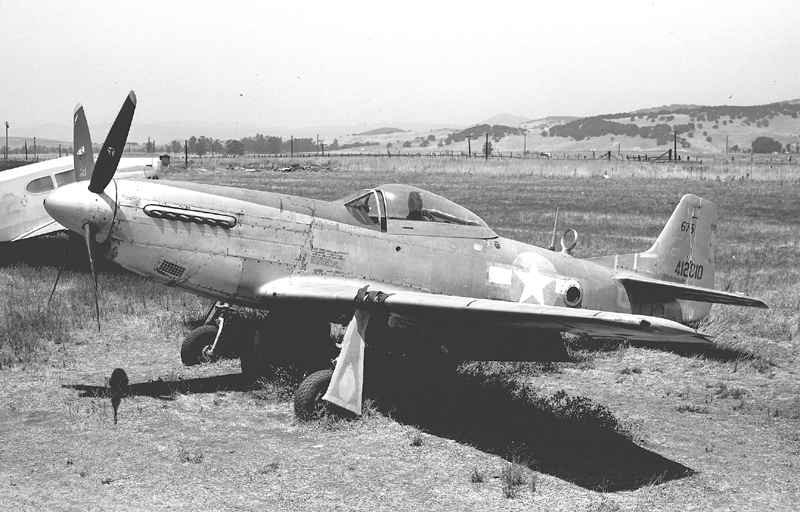
K型（F-6K-15-NT）

### H型
P-51のプロトタイプ NA-73は、USAAFの荷重倍数基準: 7.33 Gで設計された。強度は充分だったが、イギリス基準の荷重倍数: 5.33Gで設計した場合よりも、かなり重くなってしまった。USAAFとイギリス空軍の双方が、P-51をスピットファイア並に軽量化する計画に興味を示した。これによって、マスタングの性能は大幅に向上すると期待された。このためH型とプロトタイプは『"lightweight" Mustangs』とも呼ばれる。
新たに社内名NA-105と名付けられたこの機体計画において、 P-51Dを軽量化した『XP-51F』、エンジンをマーリン RM 14 SMsに変更した『XP-51G』、アリソン V-1710-119を搭載した『XP-51J』などがテストされた。これらのモデルは高性能であったが、そのまま量産には至らず、実験成果がH型に生かされた。
最終生産型となったH型は新型のV-1650-9エンジンを積んでいた。これはマーリンエンジンの改良型で、より高度なスーパーチャージャー制御機構と水メタノール噴射装置によって最大出力は2,000 HP（1,490 kW）に達した。プロペラは振動問題を解決したエアロプロダクツ製の改良型が採用された。最終的に数百ポンドの機体軽量化・出力の増加・ラジエーター形状の改善によって、H型は9430 lb（4,277 kg）に高度6,919 m（22,700 ft）で759 km/h（412 knots）に達することができた。
それまでの多くの型が抱える欠点であった方向安定性を改善するため、製造途中から垂直尾翼が高くなった。
1945年末以降に計画された日本への侵攻作戦において、全てのモデルをH型によって置き換えUSAAFの標準戦闘機とすることが計画されていた。555機が生産された時点で終戦を迎えたため、残りの1845機はキャンセルされた。太平洋戦線から戻った機体は州兵に回されたがほとんど使われないまま退役した。
生産数が少ないことに加え、民間に放出された機体も人気の高いD型の部品取りにされるなどしたことから現存数は少ない。

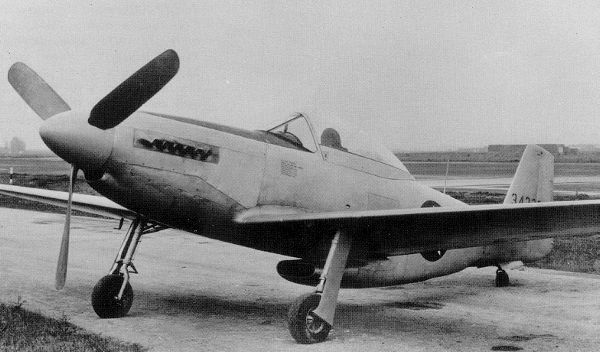
XP-51F
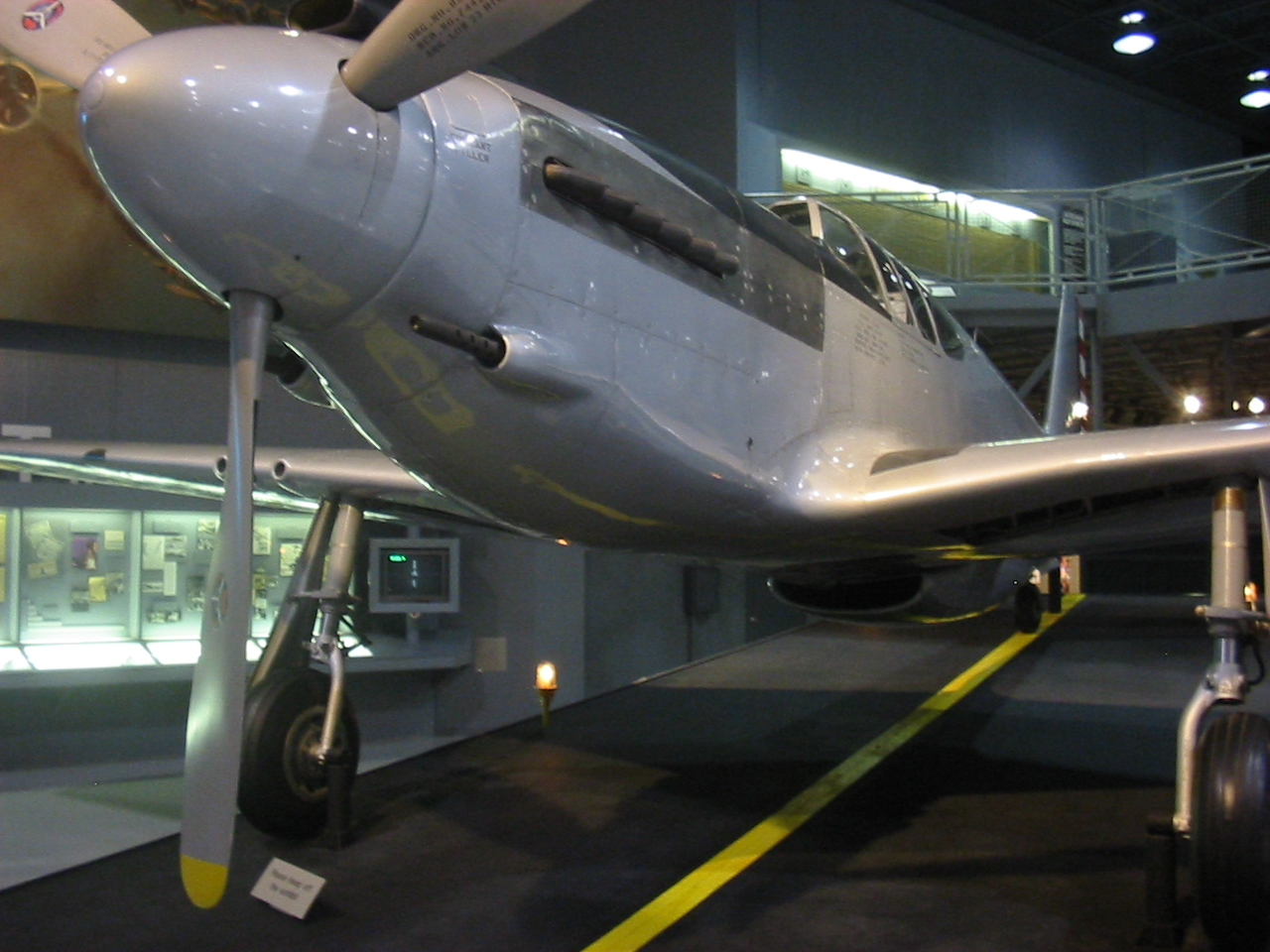
XP-51Jの復元機
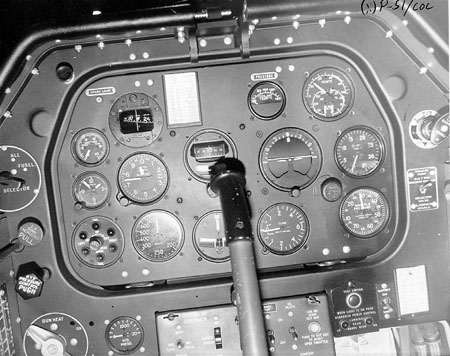
XP-51の操縦席
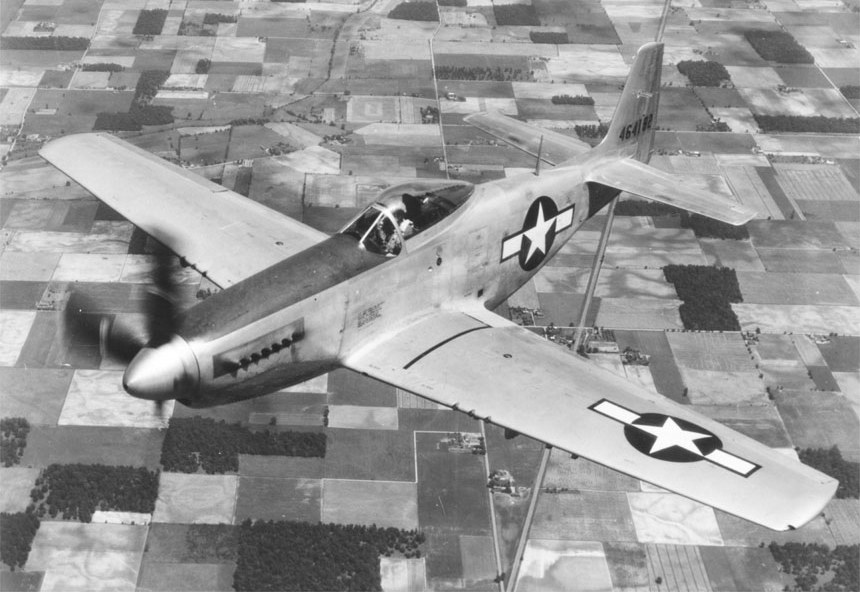
飛行中のH型
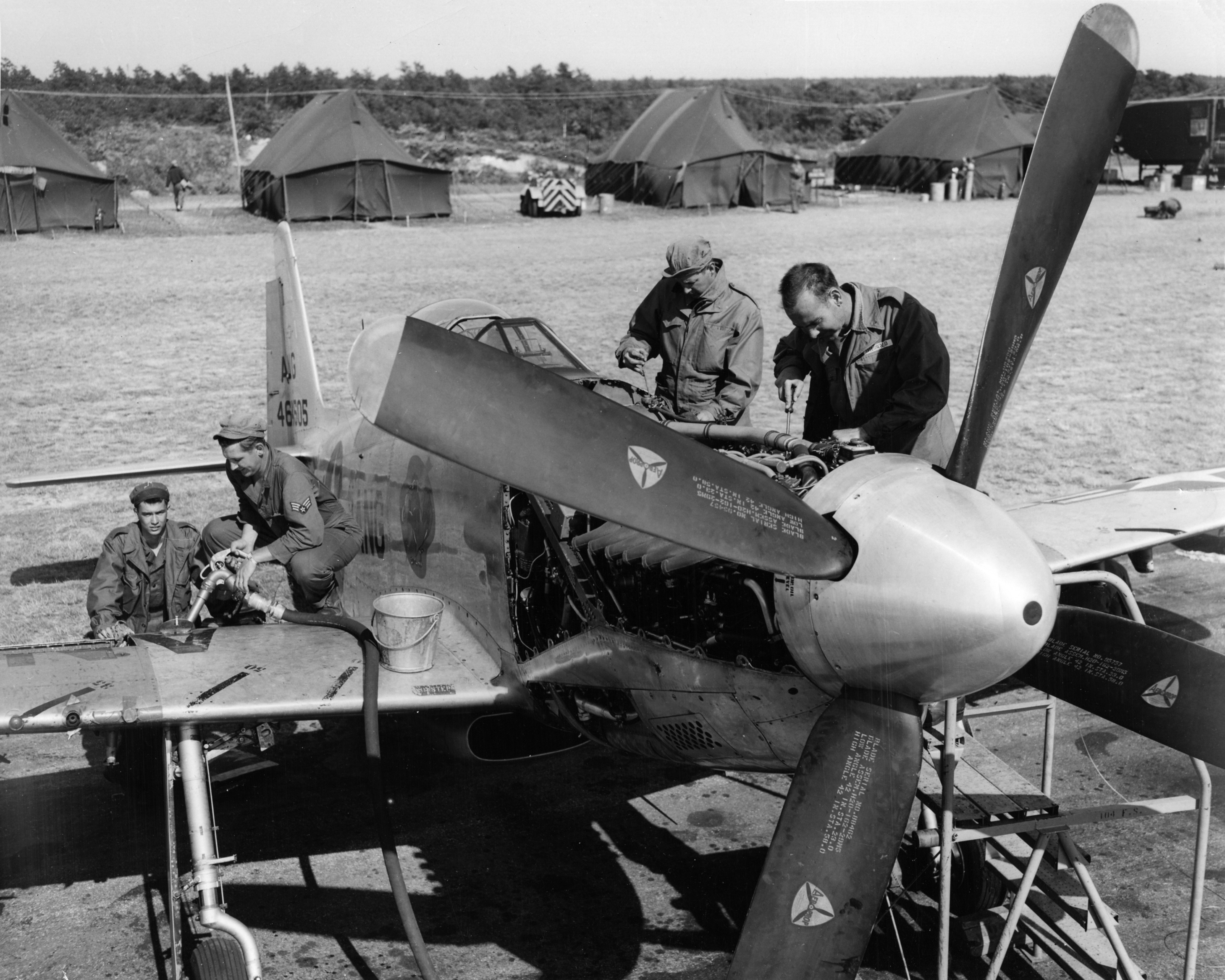
空軍州兵の整備訓練で使われるH型
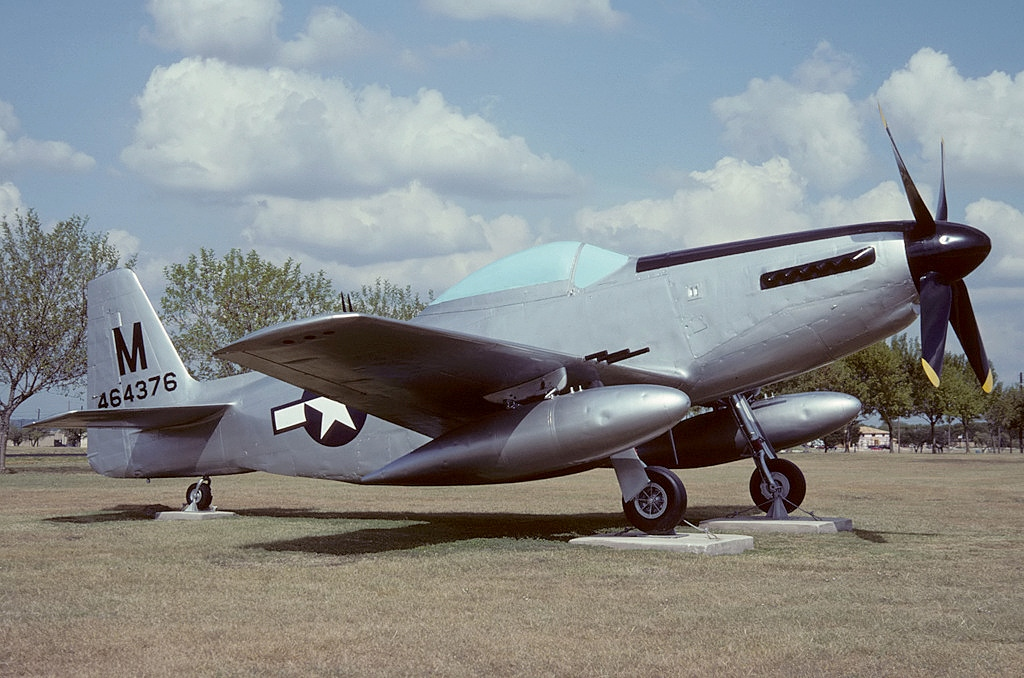
Kelly Field Annexに展示されるH型

## 評価

### 機体
当時最先端の層流翼と徹底した空気抵抗の低減により、高速性能と航続距離を上昇させた。
当時の航空機の生産体制は個人が工房で制作していた黎明期と変化はなく、外鈑を取り付けた後に配線類を取り付けるなど非効率的な手法が当たり前だった。キンデルバーガーはマスタングの開発前にアメリカやヨーロッパの航空機と自動車の製造工場を見学しており、より効率的な自動車生産の手法を取り入れるべきだと主張した。キンデルバーガーの意見は設計段階から反映されることになり、性能と生産性を両立した機体となった。機体は5分割（機首、中央、尾部、右主翼、左主翼）の設計となり、各工場で製造した部分を最終的に結合するブロック工法となっている。主翼の中央がそのまま操縦席の床となる、水平安定板を左右一体としたうえで機体と垂直安定板とで挟んで固定する、肉抜き穴は配線や配管類を通しやすいように配置するなど部品点数や作業量を減らす設計となっている。製造工程においても各部分を担当する工場では配線や配管類はあらかじめ取り付けておく、リベットは空気抵抗は少なくなるが工程が複雑となる皿頭（沈頭鋲）ではなく丸頭を採用するなど、生産効率を上げるため合理的な生産手法を取り入れたことで、生産数は最大で1日に22機に達した。
操縦席は余裕があり暖房も完備されていたがマーリンエンジンは騒音が大きく、操縦席からエンジンが離れているため比較的静かなP-38から機種転換したパイロットには当初不評で、特に上昇時にスーパーチャージャーが発する騒音は最後まで慣れない者が多かった。

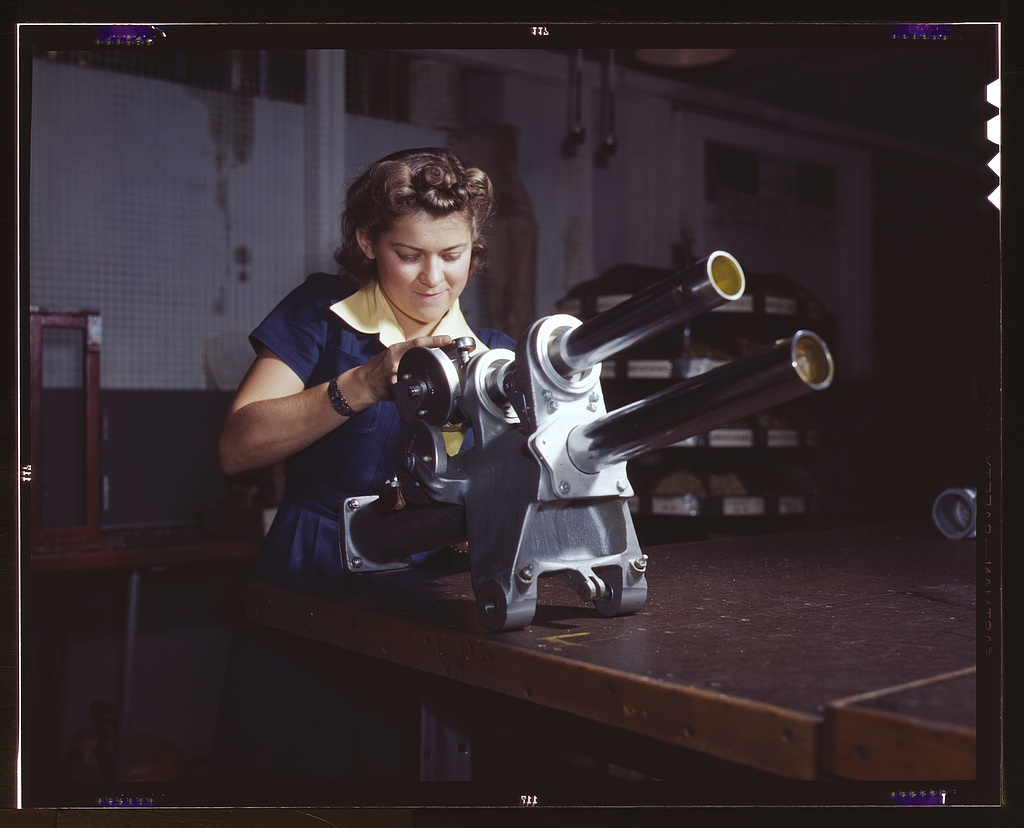
製造途中の降着装置（D型）
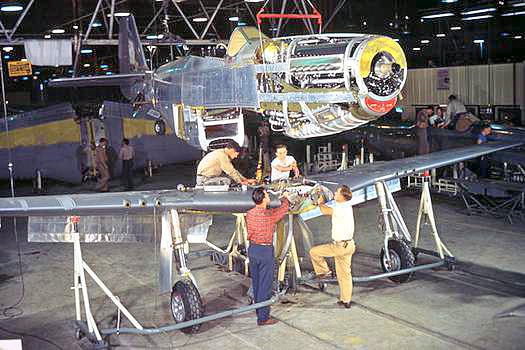
主翼と胴体を接合する作業（D型）
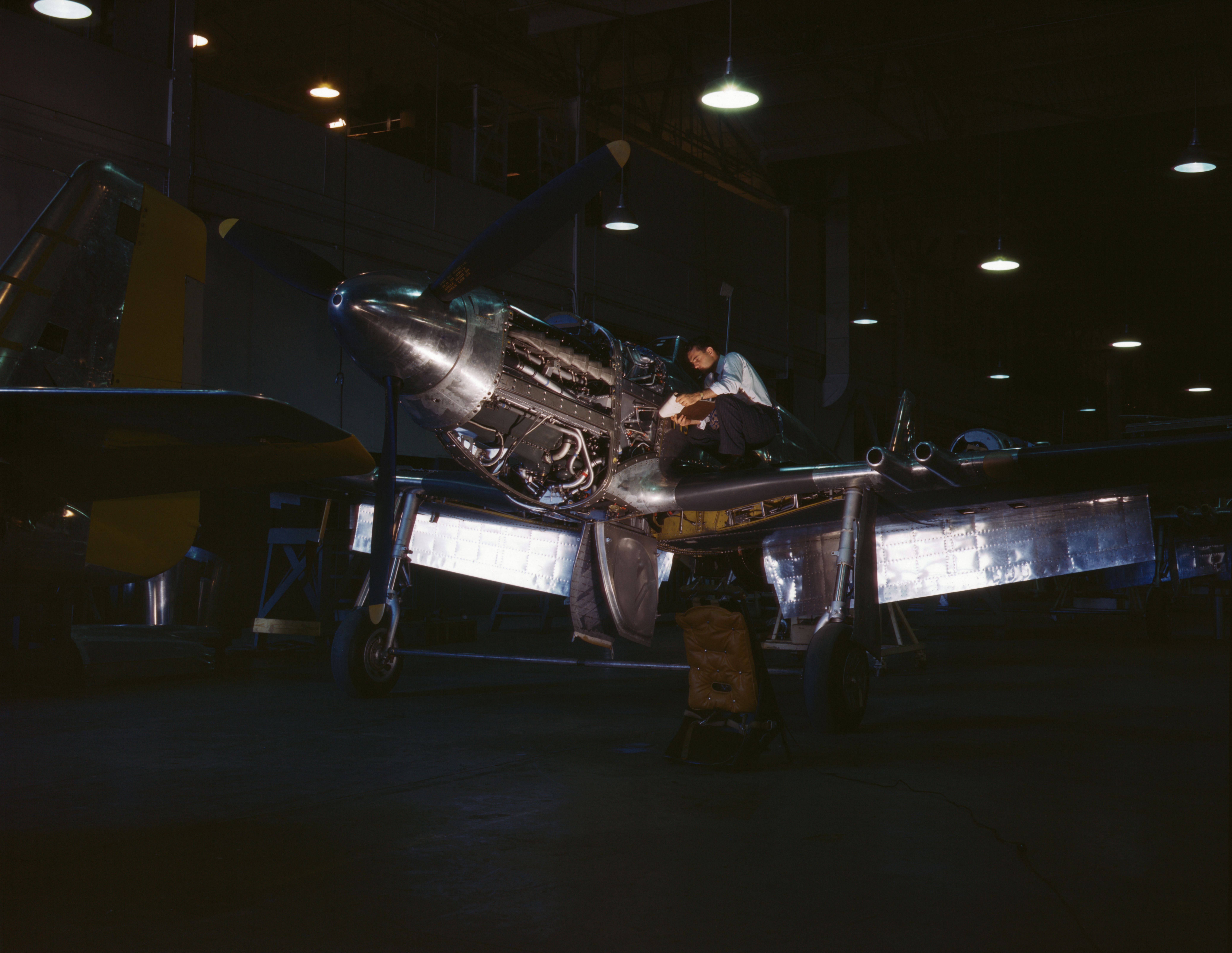
製造途中の機体（D型）
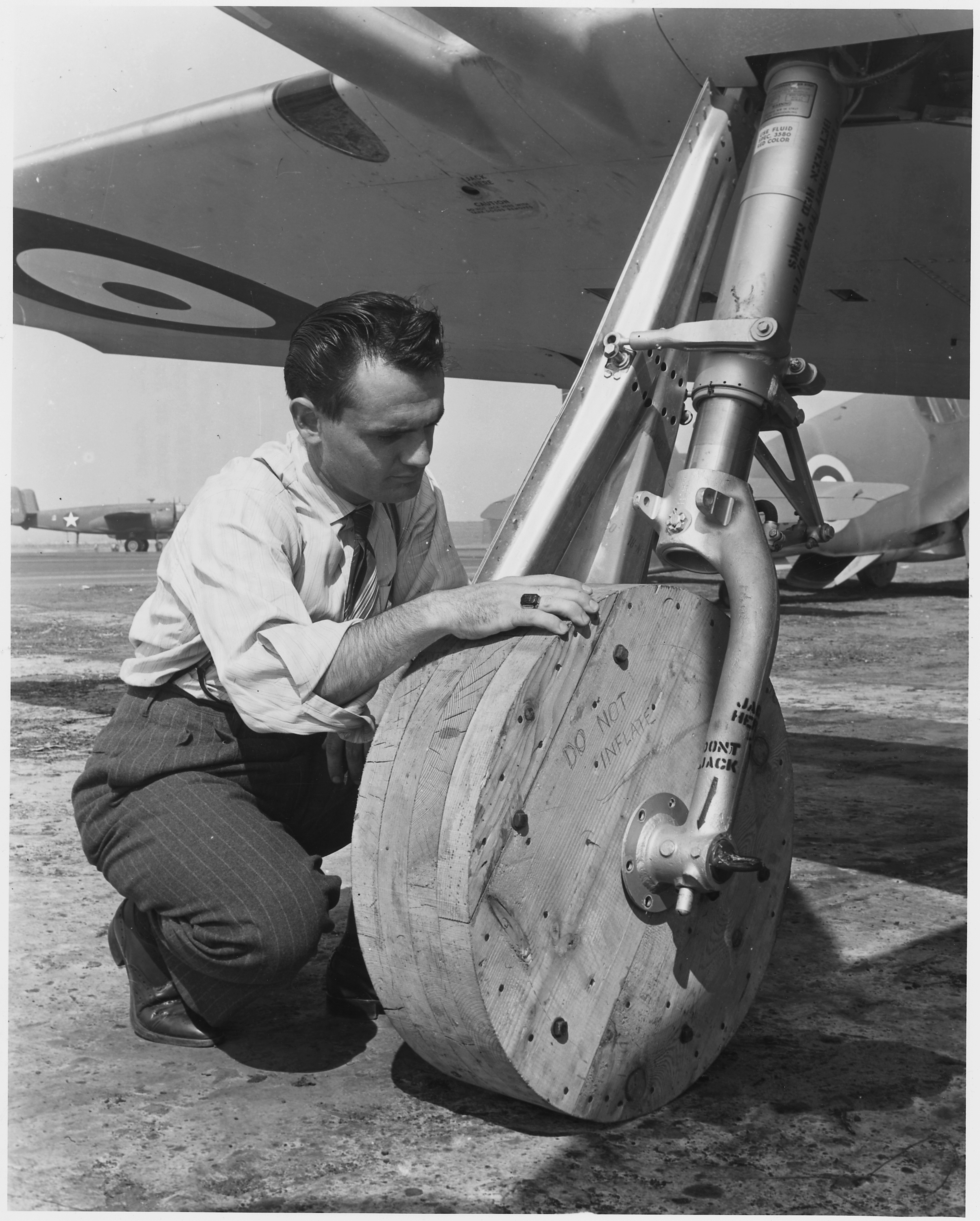
製造途中に工場内を移動する際に取り付けられた臨時の木製車輪（1942年）

### 速度性能
洗練された空力設計とマーリンエンジンの能力により同世代のレシプロ機としては最速クラスの最高速度を有していた。。
最高速度についてはアメリカ軍が1946年4月2日から5月10日にかけて、ペンシルベニア州のミドルタウン航空兵站部(Middletown Air Depot)で各国の戦闘機の試験を行った。高度6,096mにおける速度試験ではマスタング（D型）、P-47D、日本軍の四式戦闘機をテストしたが、結果は四式戦が687km/h、マスタングが682km/h、P-47Dが652km/hと5km/hであるが劣っている。またジェット機のメッサーシュミット Me262は870km/hを発揮するため、追従は難しかった。
加速力についてわかる事例としては、日本陸軍航空審査部が鹵獲機を用いて行った調査がある。この際に使用された機体は1945年2月、中国戦線の漢口にて日本陸軍の対空砲火で被弾、不時着し鹵獲された第51戦闘航空群第26戦闘飛行隊のサミュエル・マクミラン・ジュニア少尉のC型である。陸軍航空審査部は飛行実験部戦闘隊の陸軍准尉2名を派遣、同地にて飛行可能な状態まで修理し、3月にはベテラン操縦者である光本悦二准尉の操縦により、審査部のある多摩陸軍飛行場（現横田基地）に空輸、改めて本格的な調査が行われた。陸軍航空審査部では同様に鹵獲していたP-40E、ドイツから輸入したフォッケウルフ Fw190A-5、三式戦闘機および四式戦と、加速力と全速力の比較を行っている。高度5000mで横一列に並んだ5機は一斉に水平全速飛行を実施。最初の数秒でトップに立ったのはFw190A-5だった。3分後にC型がこれを追い抜き、「疾風」もFw190A-5との距離を縮めた。5分後にストップをかけた時には、マスタングははるか彼方へ、次いで疾風とFw190A-5がほぼ同じ位置、その少し後に飛燕、さらに遅れてP-40Eという順だった。その後、このマスタングは飛行実験部戦闘隊のパイロットが搭乗し、内地の各防空飛行部隊機を相手とする巡回戦技指導に用いられたが、7月に発電機不調によって飛行不能となり、日本製部品では修復が不可能だったため放棄された。
このように最高速度・加速力共に優秀ではあったが、最高ではなかった。しかし四式戦はアメリカ軍のテスト時には100オクタン/140グレードのガソリンとアメリカ製の点火プラグに変更し、武装を撤去して3,397kgまで軽量化（四式戦の正規全備重量は3,890kg）するという理想的な状態でも687km/hが頭打ちであり、Me262はエンジンが不安定で加速に時間がかかるという欠点があった。これに対しマスタングは『高度7,600 mで703 km/h』というカタログスペック通りの性能を安定して発揮できることが利点だった。

### 航続力・高高度性能
設計段階から航続力を重視しているため、左右の主翼付け根付近にメインタンク（それぞれ348リットル）、胴体後部に補助タンク（322リットル）を備えており、ドロップタンクにも対応している。ドロップタンクとの組み合わせで総容量は1851リットルとなり航続距離は3000kmに達するなど、P-47の初期型やスピットファイアでは不可能だった長距離の護衛任務を可能とした。敵地上空で迎撃機と戦える時間が長くなり、パイロットは心理的余裕を持って戦えた。また時間的余裕を生かし、爆撃機から離れ対地攻撃も可能となった。
燃料は110/130グレードが推奨されているが、アメリカでは量質ともに不足無く供給が可能であった。
ドロップタンクは金属製の75ガロン型と110ガロン型、樹脂で強化した紙製の108ガロンに対応しているが、武装の重量もあるため通常は75ガロン型が使用された。
補助タンクは気化した燃料がキャブレターから戻る先になっていることや、残量が25ガロン以上で飛行特性が変化し40ガロン以上で機動飛行に制限が発生することから、マニュアルでは先に補助タンクの燃料を使うことが推奨されている。
マーリンエンジンはカタログスペック通り9000mでも安定した性能を発揮し、高高度を飛行するB-29に随伴することが可能となった。また機体も高速・高高度で運動性が大きく低下しない設計であり、高速域での運動性や高高度性能が劣る日本軍機は爆撃機の迎撃において対策に苦慮した。

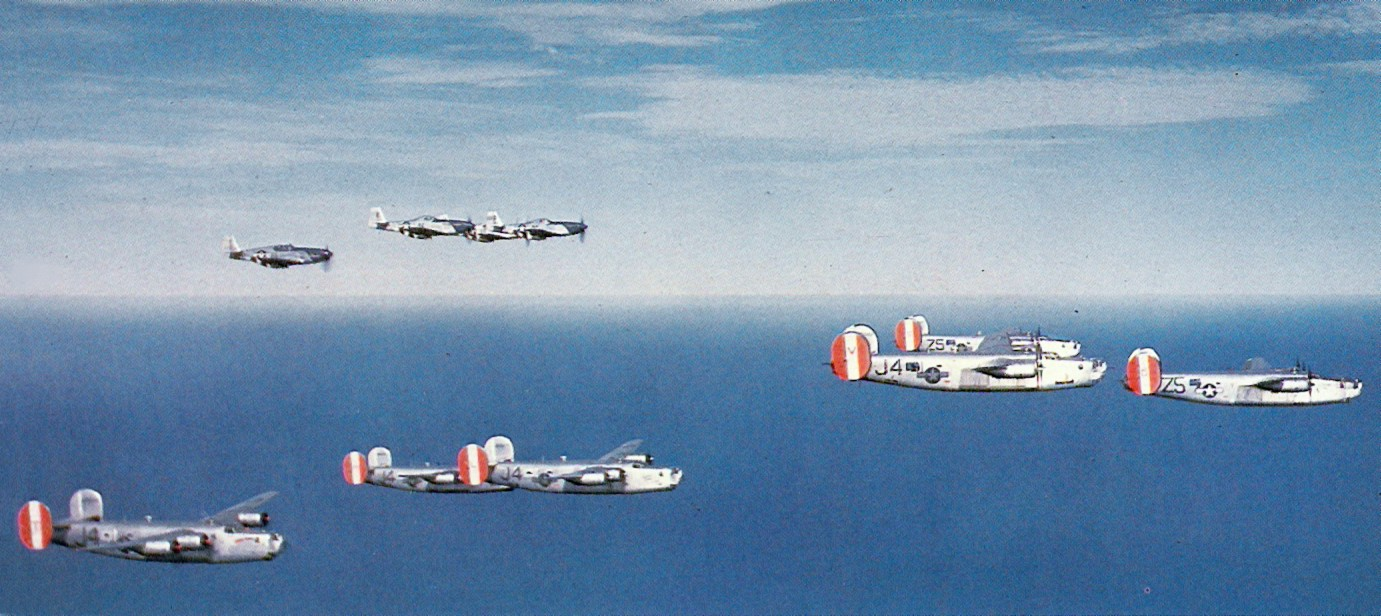
B-24の編隊を護衛するP-51（1944年）
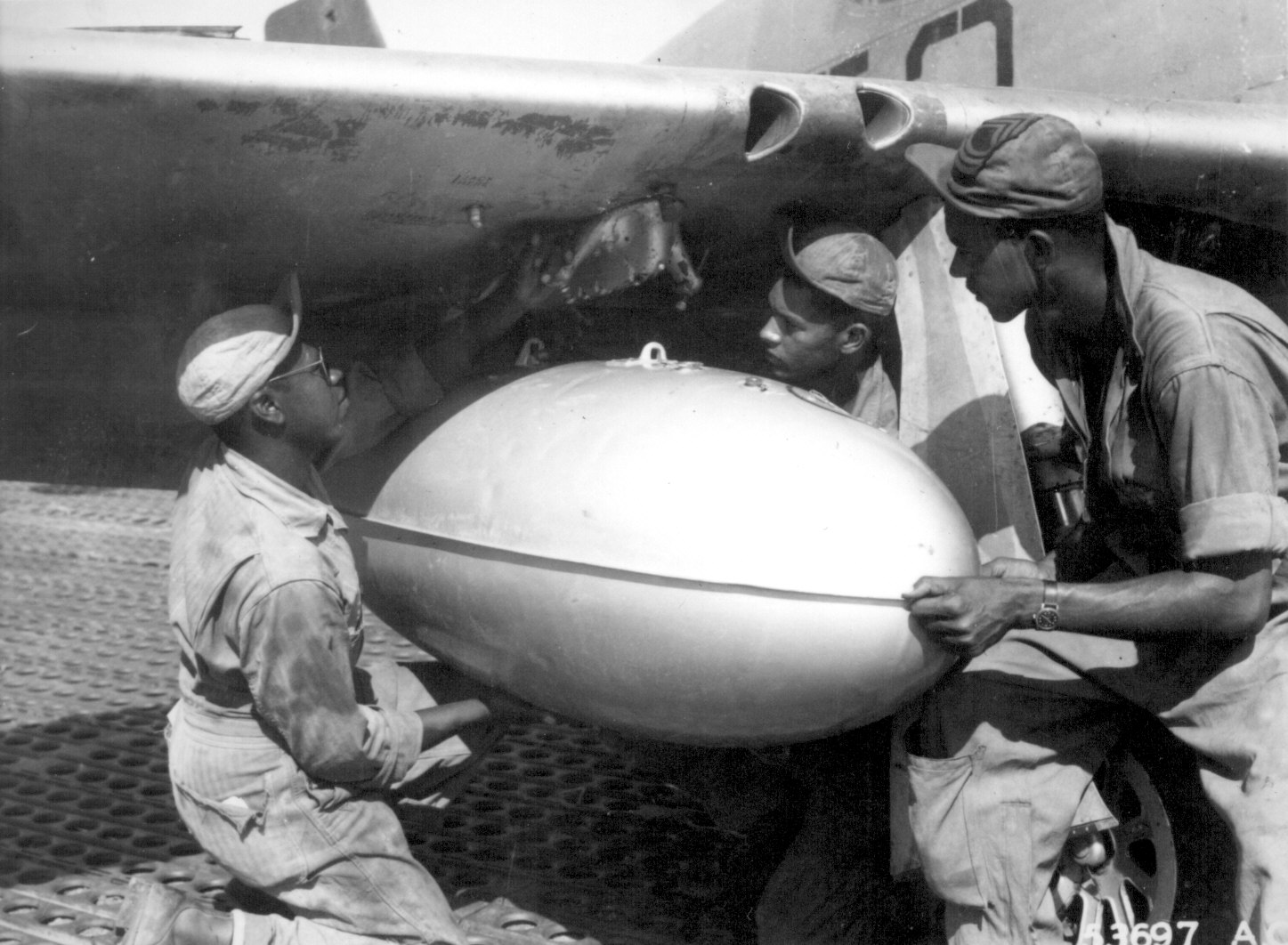
ドロップタンクの取り付け作業（タスキーギ・エアメン所属機）

### 火力
当初の12.7mm機関銃を4丁という装備は同世代機に比べ軽武装であった。ジャイロを内蔵した照準器（K-14）の命中率と合わせれば十分というパイロットもいたが、防弾性能の高いドイツ軍機と戦う欧州戦線のパイロットの多くは火力不足と認識していた。檜與平は一式戦闘機に搭乗中にC型との空戦で被弾し右足を切断したが墜落を免れ帰投に成功しているなど、さほど重装甲ではない機体を仕留めきれない事例も報告されている。また照準器を搭載すると前方視界はさほど良好ではなく、運動性の高い日本軍機を捉えられず無駄撃ちし弾切れになった事例も報告されている。
対策としてD型では12.7mmを6丁に増設した。内側の4丁はそれぞれ380発、外側の2丁はそれぞれ270発の弾薬を有していた。機銃は4丁のまま弾薬を多く積むことも可能で、軽量にしたいパイロットはこちらを選択した（装弾数は同じ）。これでも同世代機では標準的な火力であり、ドイツ軍のパイロットからは12.7 mm機関銃を8丁装備したP-47や、20mm機関砲 2門と13mm機関銃 2丁を備えたFw190と比較し劣るという評価もある。また日本での機銃掃射では被弾した民間人が戦後も生き残っている例があり、対地攻撃でも機銃の威力はやや不足とされる。
翼下のハードポイントには1000ポンド（453 kg）まで搭載可能で、500ポンド爆弾にも対応している。他にもレールを介して6～10発の127mmロケット弾（HVAR）を携行でき、対地攻撃で威力を発揮した。ただし積載量はP-47（1361kg）に比べて大きく劣っている。この他にも4.5インチのロケットランチャーを3本束ねたM10を翼下に2門吊すことも可能であった。
総合的な火力は高い方ではないという評価が多いものの、同じ機体が無改造で爆撃機の護衛と対地攻撃を両立できることは大きな利点であった。

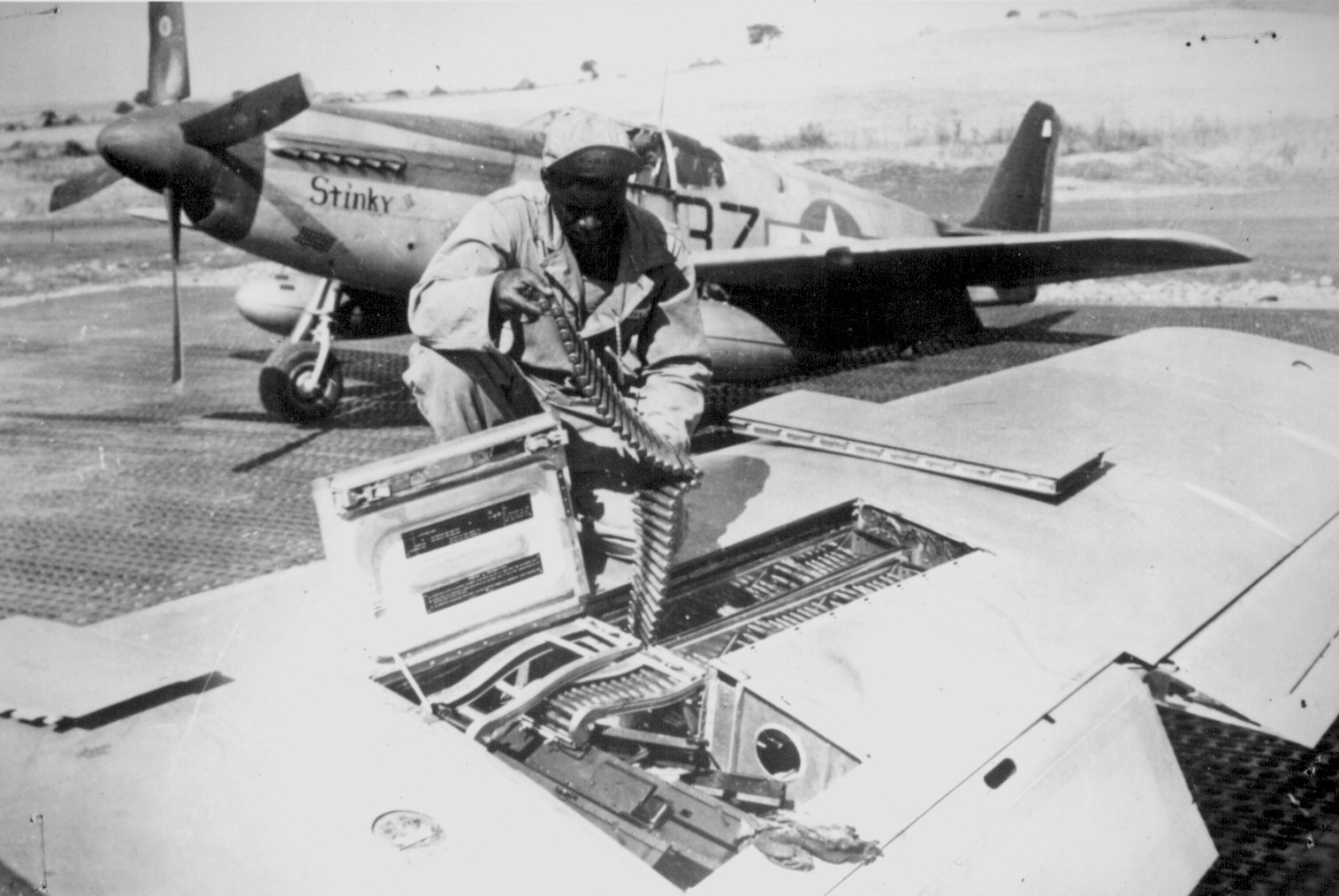
B型への弾薬の補充作業（タスキーギ・エアメン所属機）
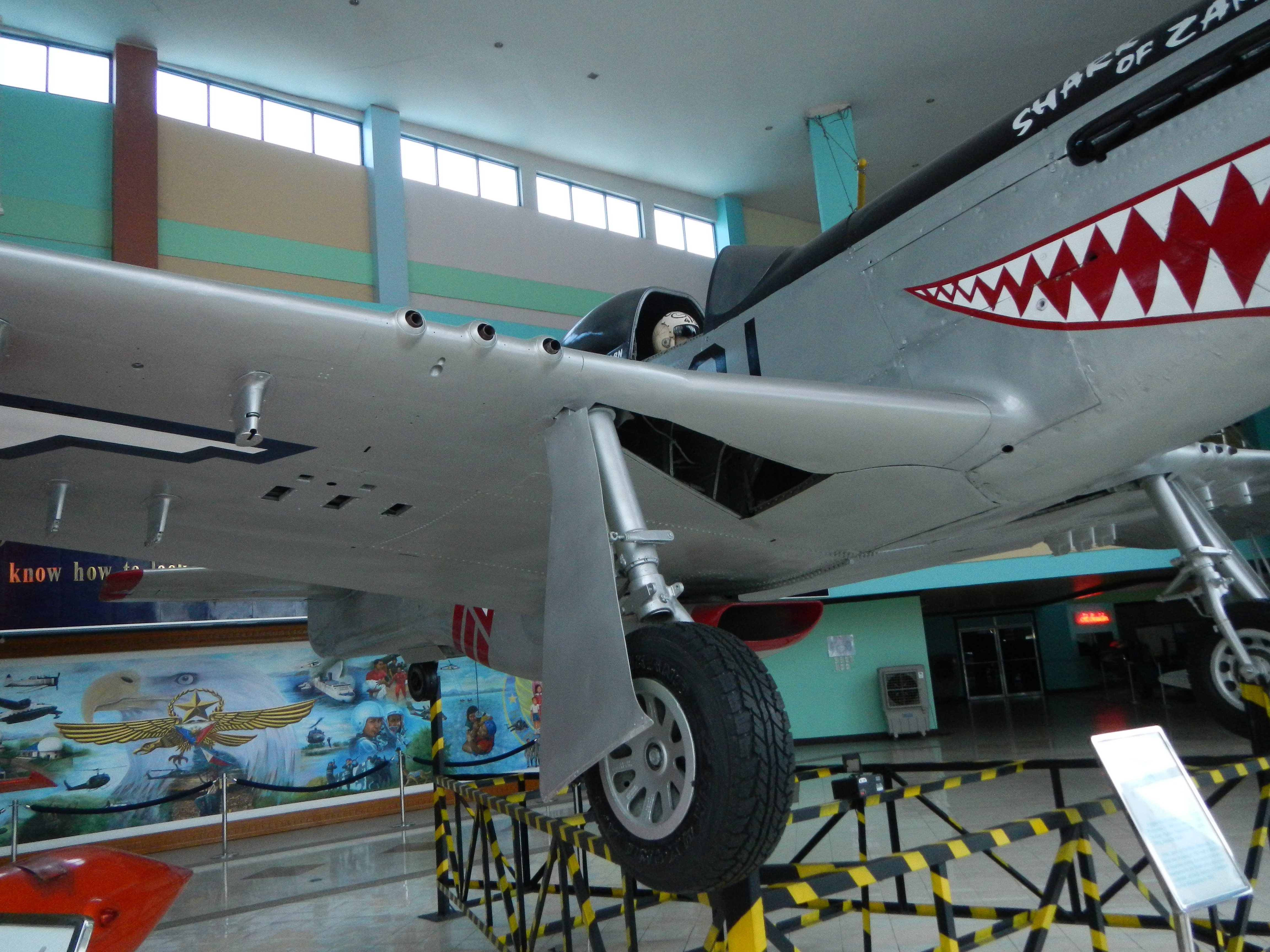
ハードポイントと銃口（D型）
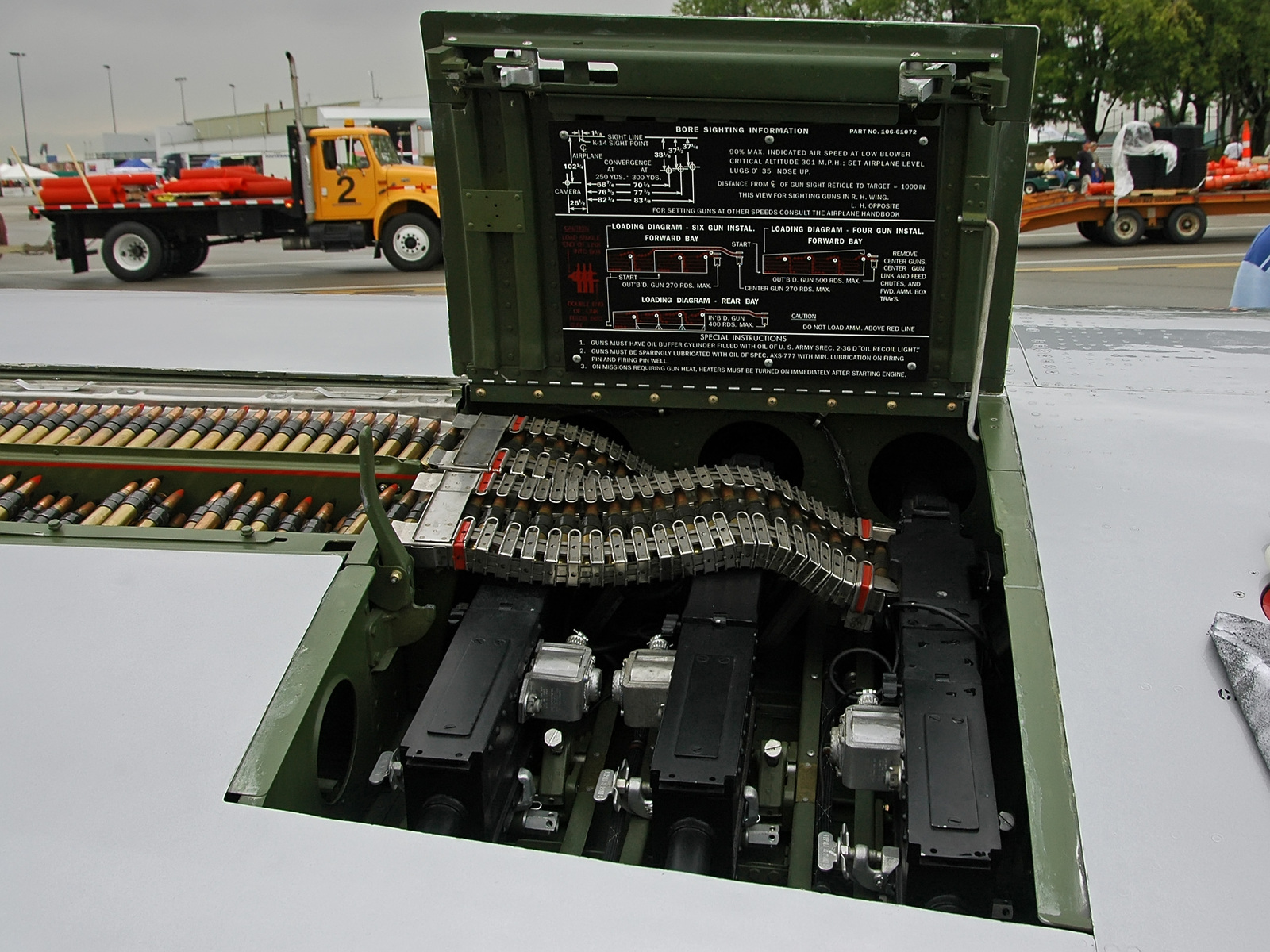
3丁の12.7mm機関銃とパネルに張られた調整法（D型）
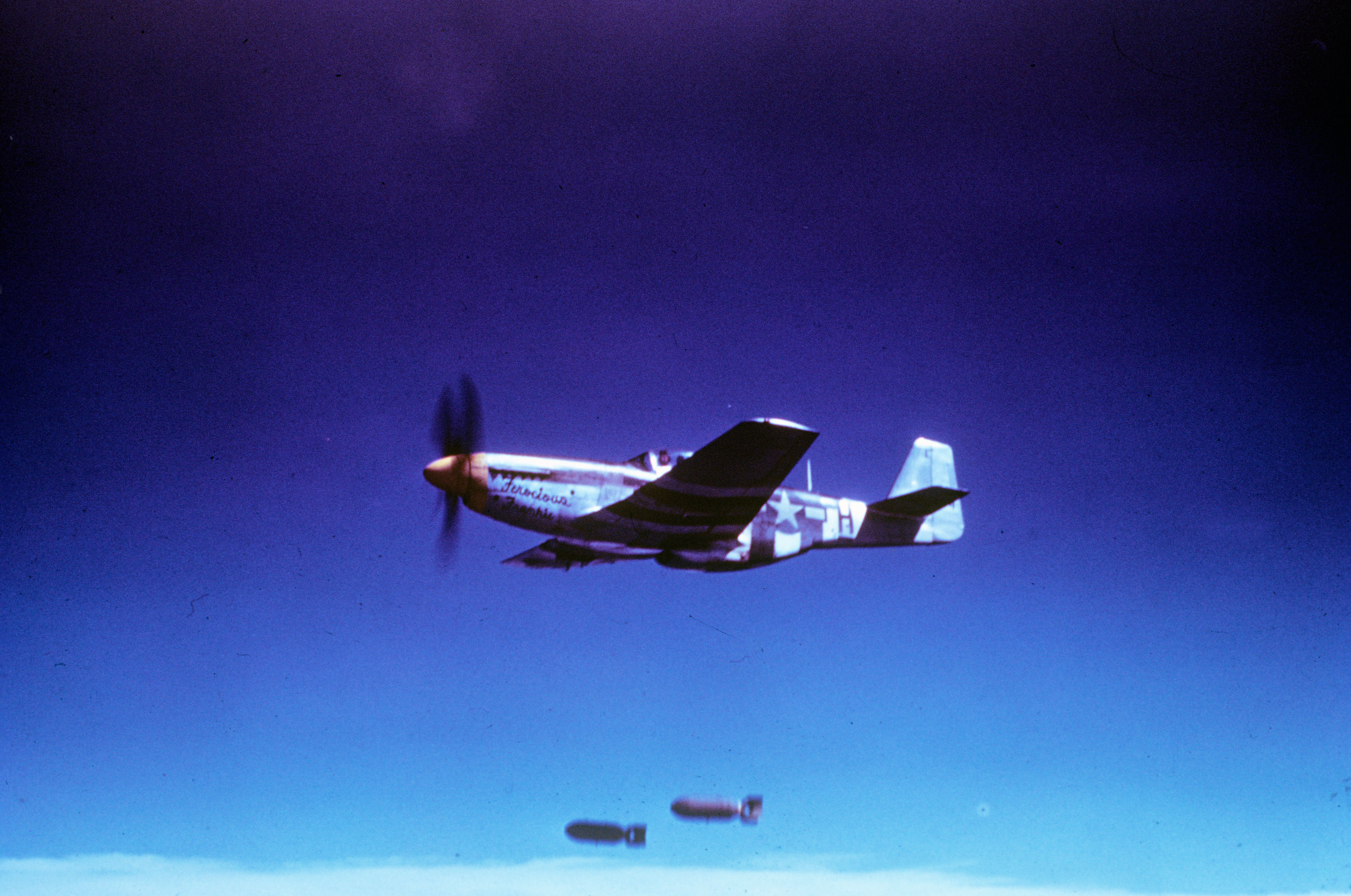
2つの爆弾を投下するアメリカ軍のD型
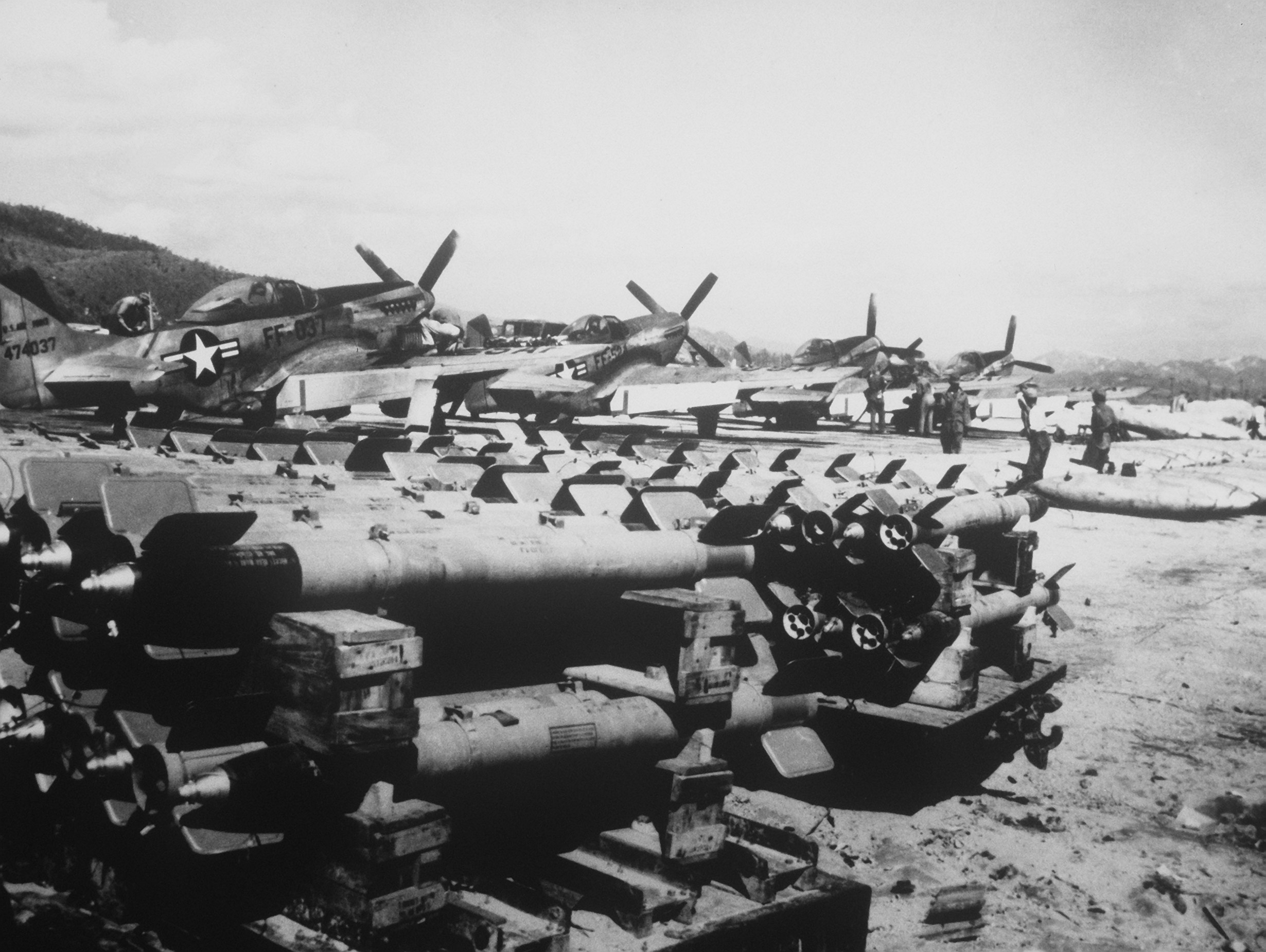
第18戦闘爆撃航空団のF-51Dに搭載するため並べられたHVAR
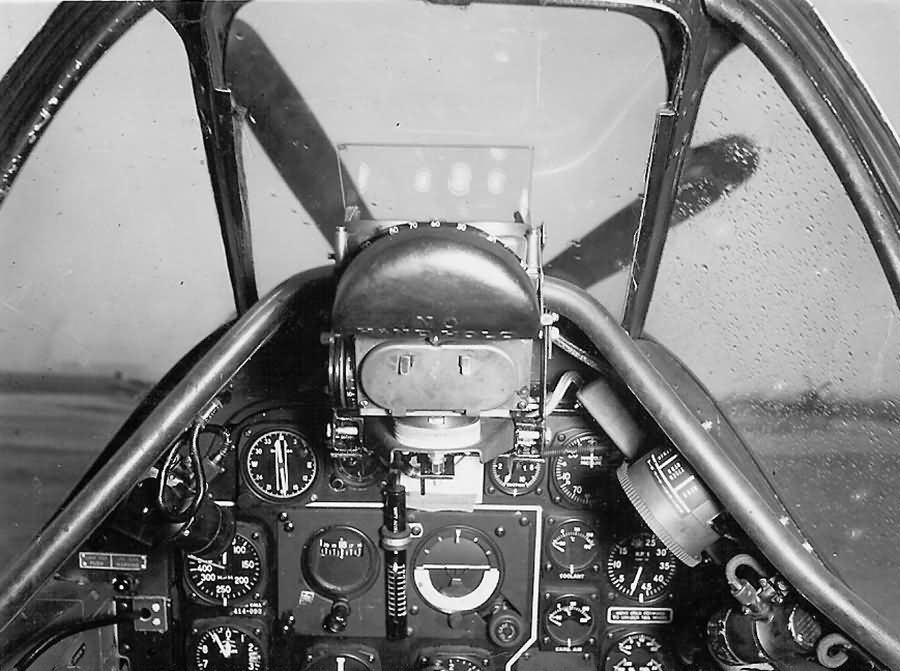
D型の操縦席に搭載されたk-14

### 防御力
エンジンの前と操縦席前後に防弾板を備えておりアメリカ軍の要求を満たしてはいたが、複雑なスーパーチャージャーを搭載したV型液冷エンジンであるため投影面積が大きく、被弾に弱い設計となってしまった。実戦ではパイロットが無事でもエンジンの被弾で墜落することが多く、12.7mm機関銃 2丁の一式戦に撃墜された事例もあるなど、P-47などに比べれば打たれ弱いという印象が持たれていた。
初期型では強度の不足が指摘されている。

### 運動性

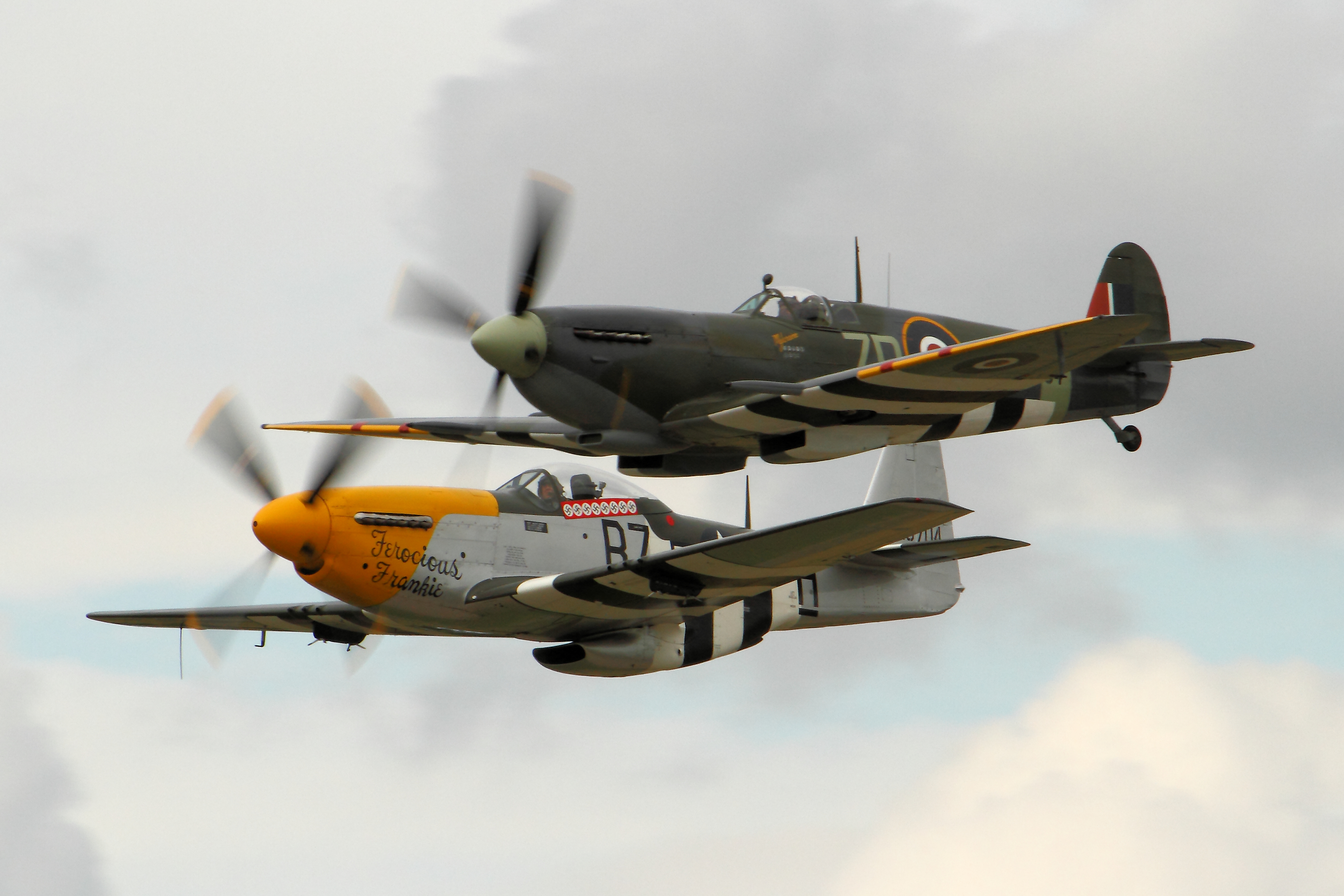
飛行するD型とスピットファイア

高速度における性能を重視した翼型なので失速特性が悪く、低速度域での格闘戦においては不利となる。ドイツ軍からは低速ではスピットファイアと比べて劣ると指摘され、運動性能を重視した日本軍機との空戦では格闘戦に持ち込まれて撃墜される事例が多く報告されている。したがって、パイロットは格闘戦に巻き込まれないように速力を活かした一撃離脱戦法やサッチウィーブなどの連携戦術を主軸とするようになり、同じエンジンを搭載しながら楕円翼形によって良好な運動性を得たスピットファイアとは対照的な特性となった。一方で坂井三郎は戦後に複座型のTF-51Dを操縦する機会を得たとき、高速で舵が効かなくなる零戦と比較して中速度域での操縦性の良さや高速でも思うように動くことを評価しており、高高度や高速時にも運動性が低下しない特徴があった。
必然的に低速となる着陸時には失速速度になる前にできるだけ滑走路に近づけ、常に余裕をもって3点着陸することが推奨されている。中高速度域での運動性能は良好であり、マニュアルではシャンデル、ウイングオーバー、スローロール、ループ、インメルマンターン、 スプリットSといった基本的な空中戦闘機動は可能である。ただし、スナップロールはスピンするので非推奨となっている。またキャブレターの制約によって背面飛行は他の米軍機と変わらず10秒以内に制限されていた。このほかにも、補助タンクの残量が25ガロン以上で飛行特性が変化し40ガロン以上で機動飛行に制限が発生するので、マニュアルでは満タンの状態で1～2時間飛行して特性の変化に慣れることが推奨されている。タスキーギー・エアーメンに初めて配備された際にはマニュアルの確認を怠ったパイロットが墜落事故で死亡している。基本的には満タンで離陸するのは長距離の護衛任務時なので、この状態での機動制限は問題とされなかった。
日本陸軍航空部隊の黒江保彦は中国戦線で鹵獲されたC型を駆り、仮想敵機として日本各地の本土防空飛行部隊機と模擬空戦を行った。黒江は、この際「味方が自信を喪失しないように性能をすべて引き出さなかった」という趣旨の発言を行なっている。また、黒江が操縦するC型と三式戦の模擬空戦では三式戦が負けているという証言があり、黒江のようなエース・パイロットならば格闘戦でも十分に戦えたとされる。第二次世界大戦中に主力であったパイロットは早期育成のため経験が浅く高度な技量が必要な格闘戦は難しいが、それまでボマーエスコートの主力であったP-38では事実上不可能だったのに比べて大きな進展であり、高速ながら運動性能が低いMe262に対しては格闘戦で対抗することが可能となった。

### 実戦
戦闘機による爆撃機の護衛が必要なことは明らかだったが、当時配備されていたP-38ではドイツ軍の戦闘機に対し有効とは言いがたく、P-47の初期型では航続距離が不足していた。その点、マスタングはドイツへの往復飛行の全行程に渡り爆撃機の護衛が可能だった。マスタングの登場によりP-38は対地攻撃と偵察に集中することとなった。
当初は護衛戦闘機として導入されたが後期には対地攻撃にも使用され、戦闘爆撃機のような運用が行われた。現代では装備を変更するだけで制空・護衛・対地攻撃に対応できるマスタングはマルチロール機の初期の例との評価もある。
度重なる改良でも基本設計に由来する欠点は解消しきれず、改良の度に別な問題が発生するという対症療法的な改造が続いたが、運用側が爆撃機の護衛と対地攻撃に任務を集中し、空戦では無線での連携を徹底することで対処した。またP-38のような一撃離脱戦法に加え技量次第では格闘戦も可能となったことから、同じ機体を使いながら運動性能の高い機体には一撃離脱戦法、運動性能が劣る機体には格闘戦を仕掛けるという戦術が可能となった。航続距離が長く操縦しやすいため、パイロットは心理的余裕を持って戦えたことで新人からも多くのエース・パイロットが生まれた。整備性が良好で生産効率が高く低価格であるため整備士や上層部など地上勤務者からの評価も高い。
ヨーロッパだけでも213,873回出撃し、空中戦で4,950機の敵機を撃墜し、地上で4,131機を破壊した。
マスタングのアメリカにおける評価は非常に高くアメリカ海軍のF8Fと並び「第二次大戦中の最優秀戦闘機」「最強のレシプロ戦闘機」とも評される。実戦前に終戦を迎えたことに加え艦上機のため目撃者が限られるF8Fに対し、近接航空支援でも活躍したことから地上部隊からの知名度もあり、戦後には勝利の象徴として引き合いに出された。

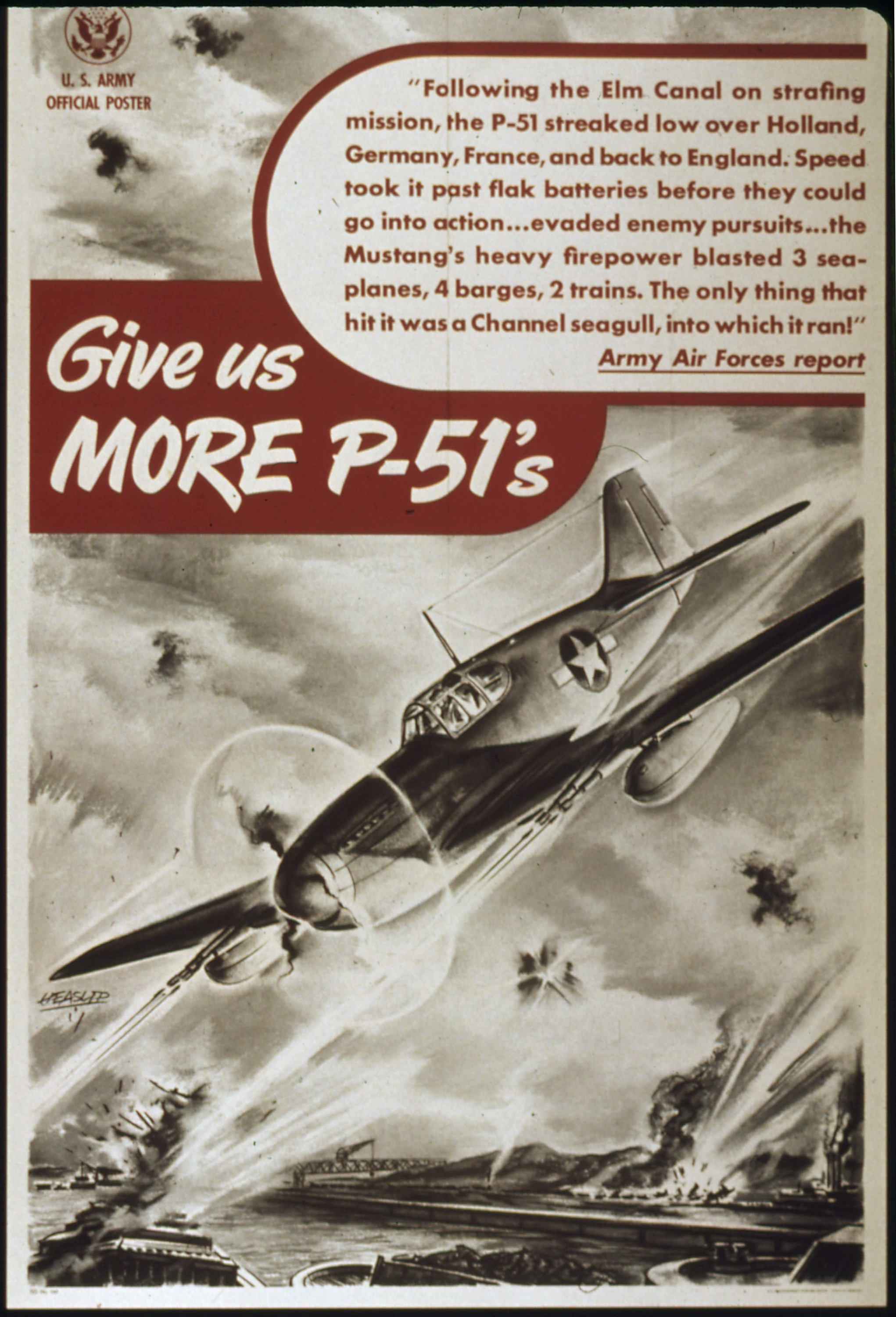
戦争情報局の作成したプロパガンダポスター
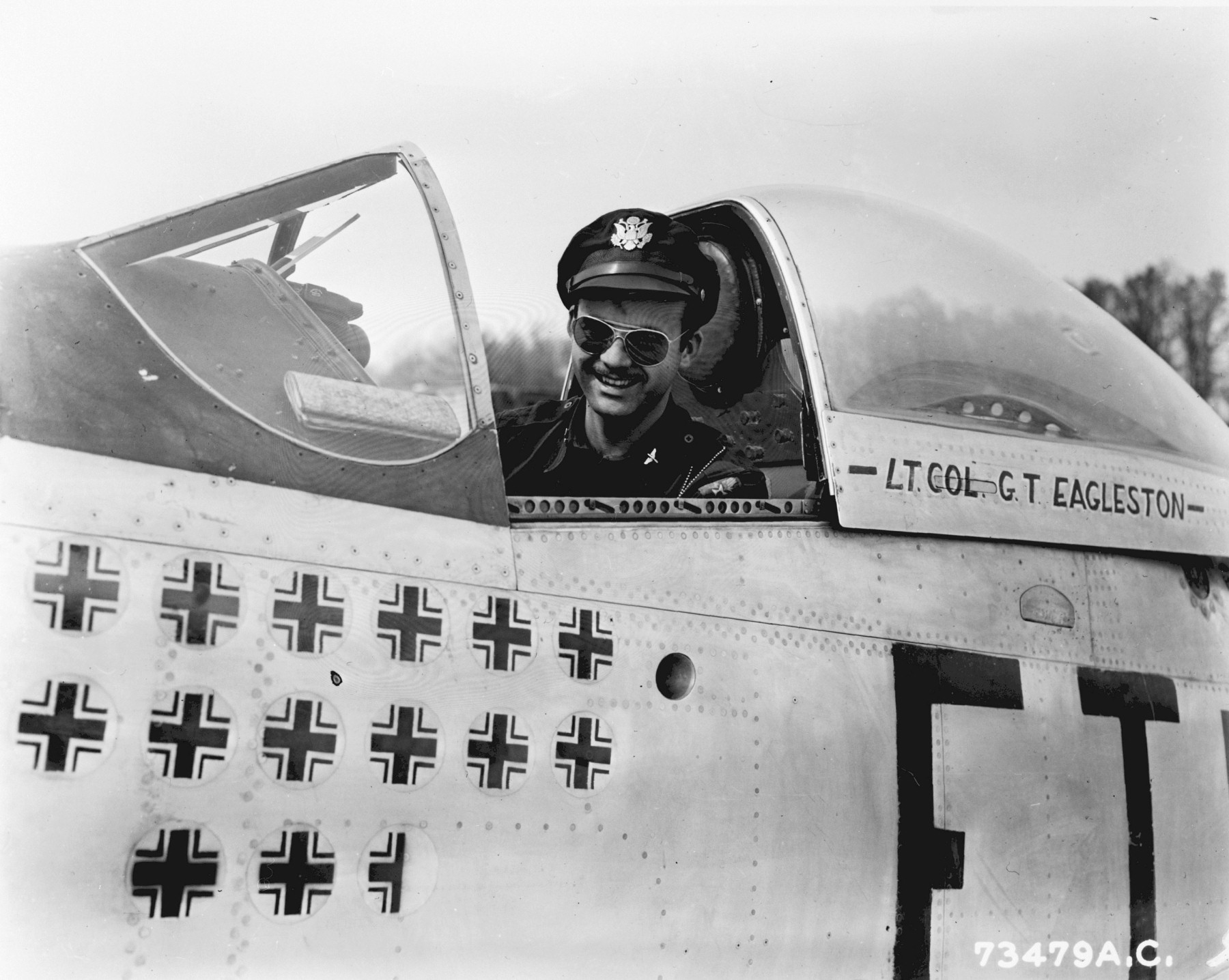
エース・パイロットであるグレン・T・イーグルストンの乗機に描かれたキルマーク
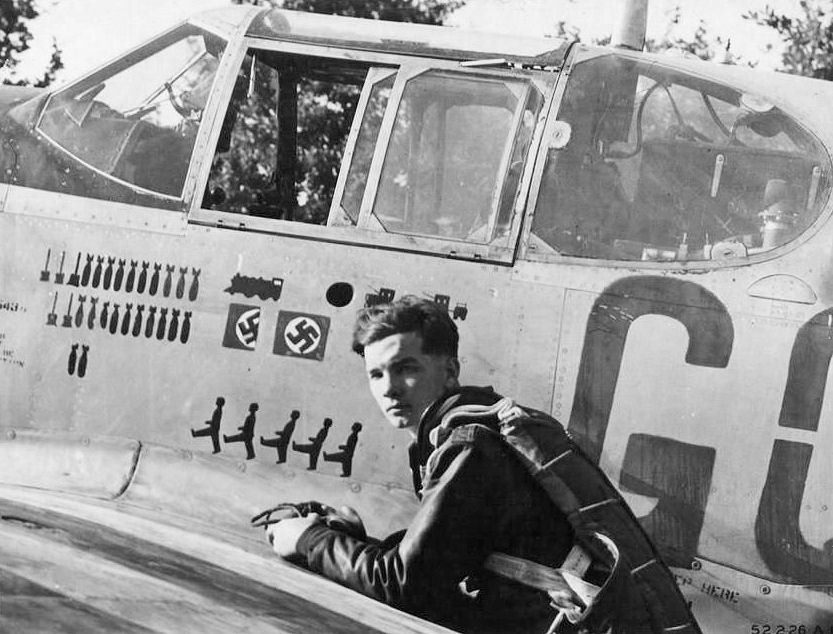
1.5機の撃墜に加え、爆撃任務の成果を描いたウィリアム・B・キング中尉のB型

### 日本
日本陸軍では南方に展開していた航空部隊が最初に遭遇したが、高温多湿の環境下での低空という条件では格闘戦を重視した一式戦に対抗できず多くの被害を出している。初の撃墜は1943年11月25日に一式戦に搭乗した檜與平によるものである（檜は後の空戦でマスタングに撃たれ右足を切断したが撃墜を免れ帰投に成功、本土防空戦において五式戦闘機によりD型を撃墜した）。
戦闘機には旋回性能・加速力などを重要視し、個人の技量による巴戦を得意とした日本軍の操縦者間において、純粋な格闘性能では零戦や一式戦に劣るものの、それなりの運動性能を中速度でも発揮できることに加え、圧倒的な速度と高高度性能を有するマスタングは重装甲のF6Fとならび「なかなか手強い敵機」との評判であった。多数のマスタングを撃墜し『マスタング・キラー』と称された若松幸禧などエース・パイロットの活躍はあったものの、基本的には格闘戦を避け一撃離脱戦法に徹するため未熟なパイロットには簡単に撃墜できる相手ではなかった。また防空部隊にとっては高高度で性能が低下する日本軍機に対し、高度の影響が少ないという厄介な相手であった。B-29迎撃のため高度を上げすぎ運動性が低下した零戦の後ろを取ったというパイロットの証言もある。
日本軍のパイロットからは、総合的に見てC型は三式戦に勝るが五式戦ならば互角という評価がなされた。
アメリカ軍は日本本土空襲においてB-29の護衛としていたが、大戦末期に組織的な迎撃が不可能になったと判断し任務を対地攻撃に切り替え、爆撃機から離れ低高度まで侵入する許可を出した。当初は工場や鉄道などインフラを狙っていたが、次第に漁船や家屋など徴用された可能性のある目標を攻撃し、最終的には走行中の自動車や民間人を直接機銃掃射するようになった。顔が見えるほどの低空で飛来し『動く物は全て狙う』というマスタングは、絨毯爆撃を行うB-29と共に民間人にも知られた存在であった。これらの様子は搭載されたガンカメラにより記録されている。
日本側に鹵獲された機体も複数あり、前述のC型の他に、1944年5月30日に1機のA型が河津市付近で日本陸軍に鹵獲されており、こちらも試験飛行が行われている。また敗戦間近の1945年7月15日に、第21戦闘航空群第531戦闘飛行隊のビンセント・A・グァディアーニ大尉が搭乗したD型が零戦との空戦で被弾し、千葉県葛飾郡の水田に胴体着陸し原形を良くとどめた状態で鹵獲されている。

## 戦後

### F-51
1948年に、アメリカ空軍（USAF）全体にわたる命名規則一新計画によって、制式名P-51（P：Pursuit airplane、追撃機）からF-51（F：Fighter、戦闘機）へと変更された。偵察機型も同様にRF-51へと変更された。
1948年1月8日（現地時間では1月7日の午後）、アメリカ空軍ゴドマン基地所属のトーマス・F・マンテル大尉が操縦するF-51DがUFOを迎撃し墜落したとされる『マンテル大尉事件』が起きている。ただし事件の概要には諸説がある。
F-51Dは朝鮮戦争の間、戦闘機としては旧式化していたものの、戦闘爆撃機や対地攻撃機として使用された。新型でより高速のF-51Hは、軽量化のため強度が犠牲になっていたことに加え、生産数が少なく実戦向きの補給・整備は困難とされ、使用されなかった。当時、既にジェット戦闘機が登場していたが、滞空時間が短く、敵地上空に長居できないため、レシプロ機は重宝された。F-51も対地攻撃に使用されたため、ペイロードの搭載量が着目され、速度性能はさほど問題にされなかった。アメリカ空軍最後の機体は1957年に退役している。

### 他国での運用
戦後余剰となった機体が西側で新設された空軍へ供与された。採用国は大韓民国、中華民国、インドネシア、フィリピン、ニュージーランド、オランダ、スイス、エルサルバドル、キューバ、ドミニカ共和国などがある。特にドミニカ共和国空軍は1984年まで現役であった。中国共産党は鹵獲した機体を東北民主連軍（中国人民解放軍）に設置された（関東軍将兵投降捕虜を教官とし、人民解放軍初となる）航空学校（東北民主連軍航空学校）の練習機として使用していた。
供与された国の多くは短期間でジェット戦闘機に置き換えたため、大半は実戦を経験せず退役し博物館に送られた。このため世界各地の博物館で状態の良い機体を見ることが出来る。イギリスでは自国のエンジンを搭載し対独戦で活用した戦闘機であるため、あえてアメリカ軍機を展示している博物館もある。
実戦使用された例としてはイスラエル空軍は1948年の第一次中東戦争と1956年のカデッシュ作戦に払い下げのD型を使用した。また1969年のサッカー戦争では、エルサルバドル空軍のF-51DとFG-1D（グッドイヤー社製F4U-1D）が、ホンジュラス空軍のF4U-5と、レシプロ戦闘機同士の最後の空中戦を行った。エルサルバドル空軍機はホンジュラス空軍機に撃墜され、「レシプロ戦闘機同士の空中戦における最後の敗者」という不名誉を負う事になった。

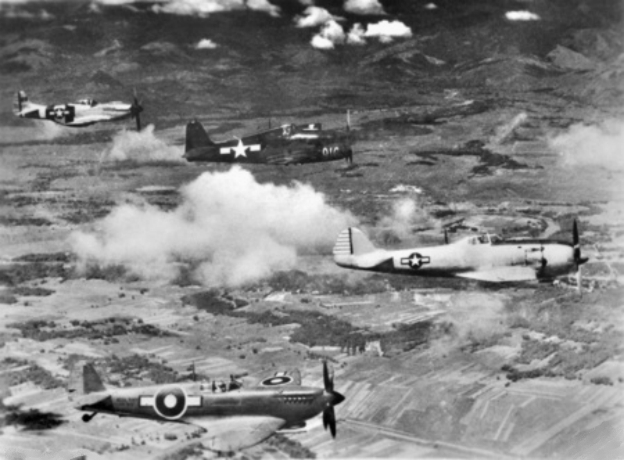
アメリカ軍によるテスト飛行。手前よりシーファイア、四式戦、F6F-5、P-51D（1945年）
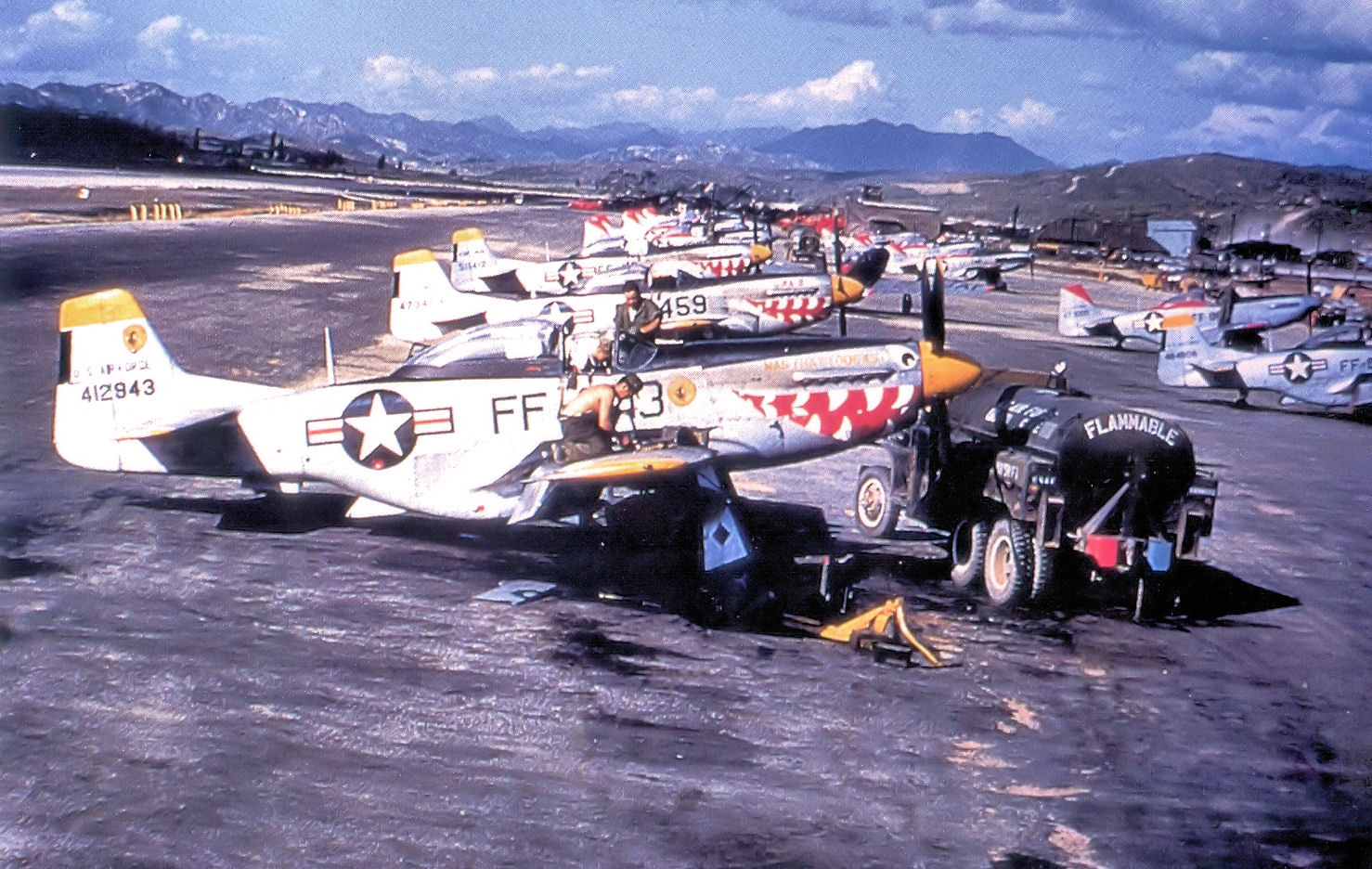
朝鮮戦争時に鎮海区の飛行場に展開した第18戦闘爆撃航空団のD型
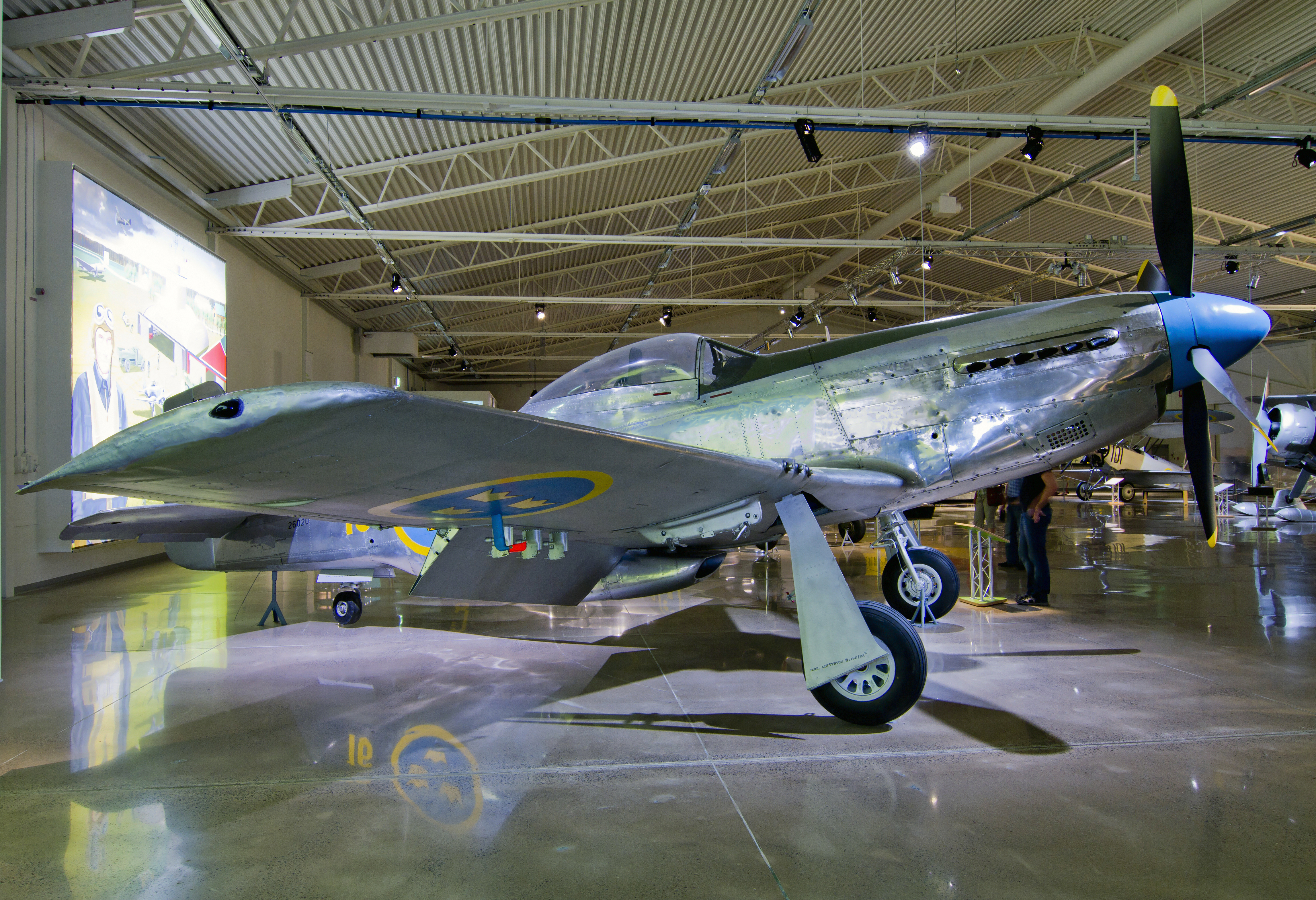
スウェーデン空軍博物館に展示されるスウェーデン空軍のD型
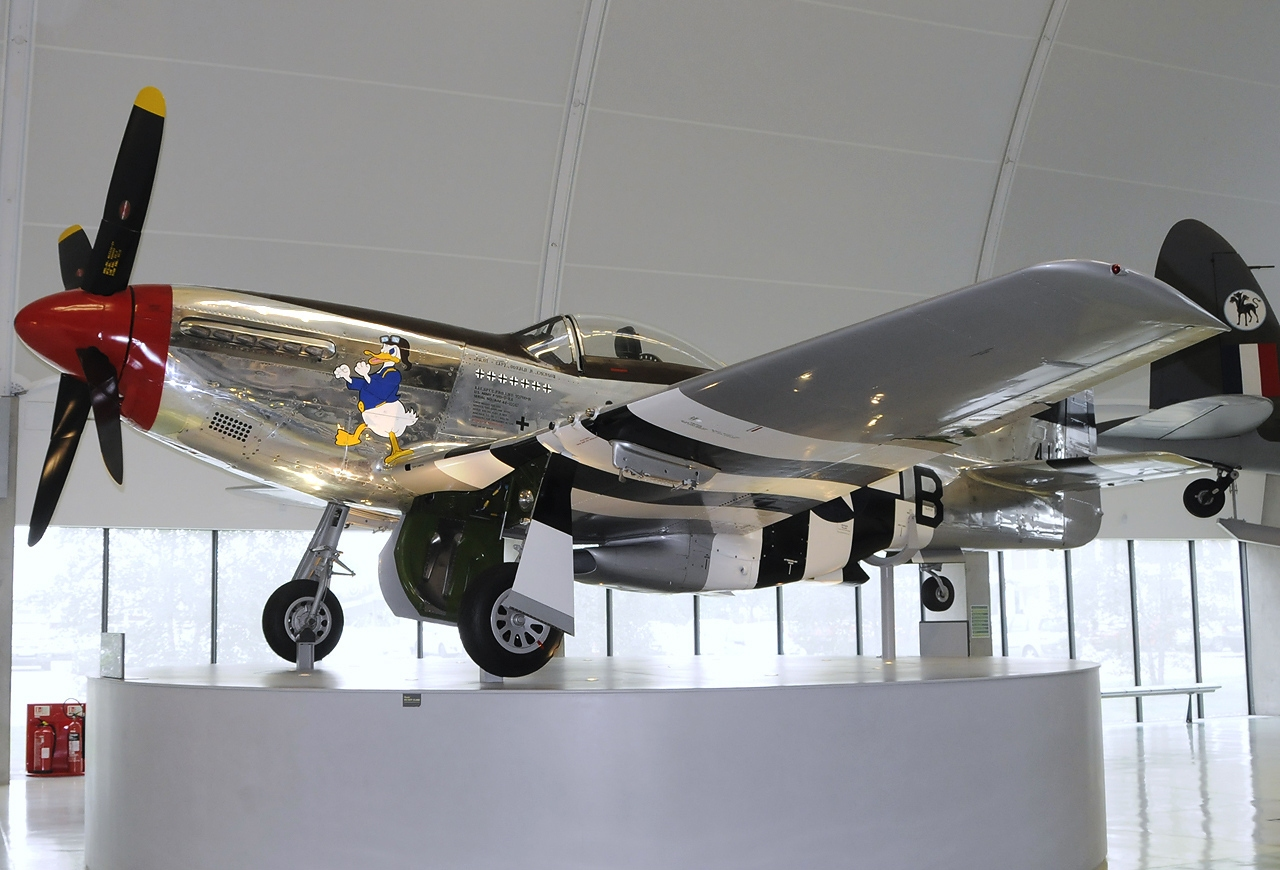
イギリス空軍博物館に展示されているアメリカ軍のD型

## 民間
戦後は過剰となった機体の一部が民間に払い下げられ、スポーツ機として利用されていた。現代でも航空ショーやエアレースなどでは復元機や改造機の飛行を見ることができる。またアメリカ軍の航空祭などでも頻繁に飛行している。新造された部品でレストアされた復元機も多いが、ほぼオリジナルの部品で飛行可能な状態に保たれた機体もある。P-51の情報サイトでは2017年7月時点で295機が現存し、174機が飛行可能となっている。
アメリカでは第二次世界大戦の勝利に貢献した傑作機として人気が高く、特にD型は生産数が多いこともあって多数の機体が残っており、多くの戦争映画では本来B/C型やP-47を使うシーンであっても代役として飛行することがある。また博物館だけでなくポール・アレンやトム・クルーズなどの資産家がコレクションとして保有していることがあり、特にポール・アレンの所有機はフライング・ヘリテージ・コレクションにて公開され、定期的にデモ飛行を行っている。また民間に放出されたK型やH型も人気の高いD型に改造されたり部品取りになっていることが多い。トム・クルーズが所有するD型もF-6Kを改造した機体である。

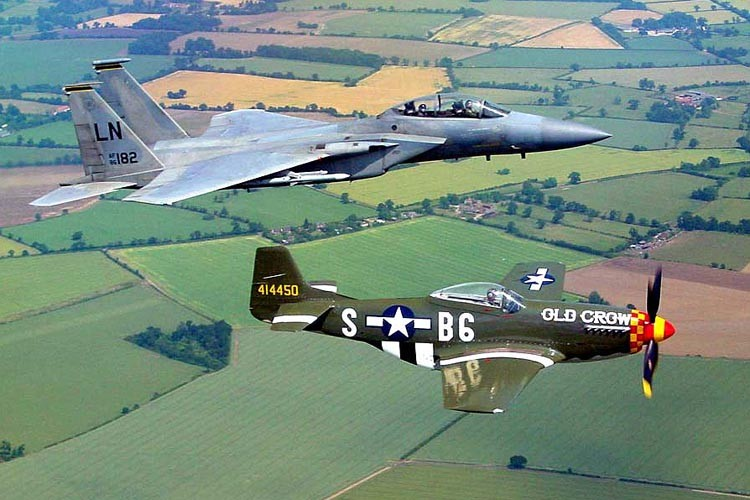
F-15Dと並んでイギリスの農業地帯上空を飛行するD型。F-15の後席乗員バド・アンダーソンはかつてP-51のパイロットだった（2001年7月）
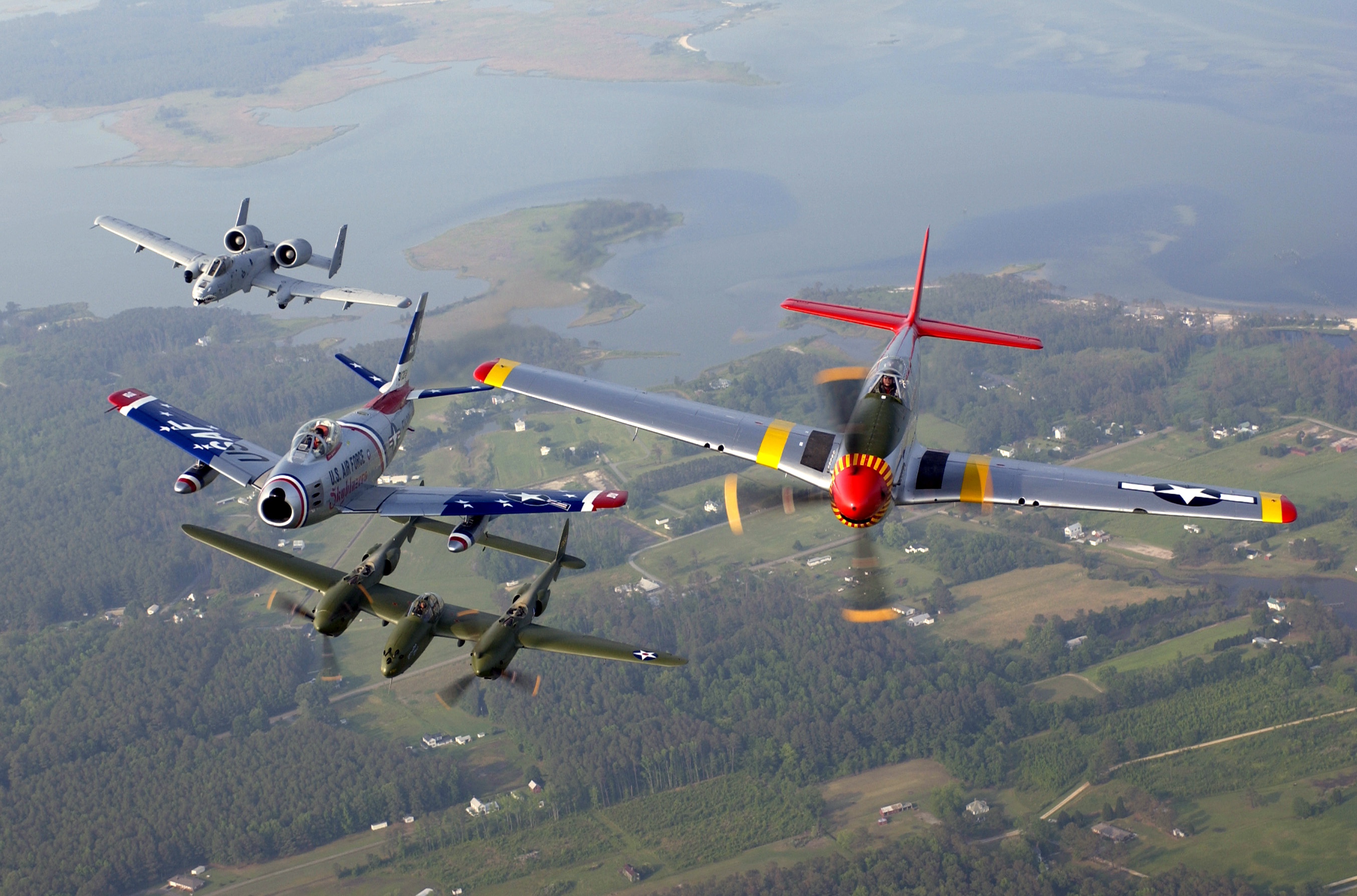
P-38、F-86、A-10と並んで飛行するタスキーギ・エアメン仕様のC型
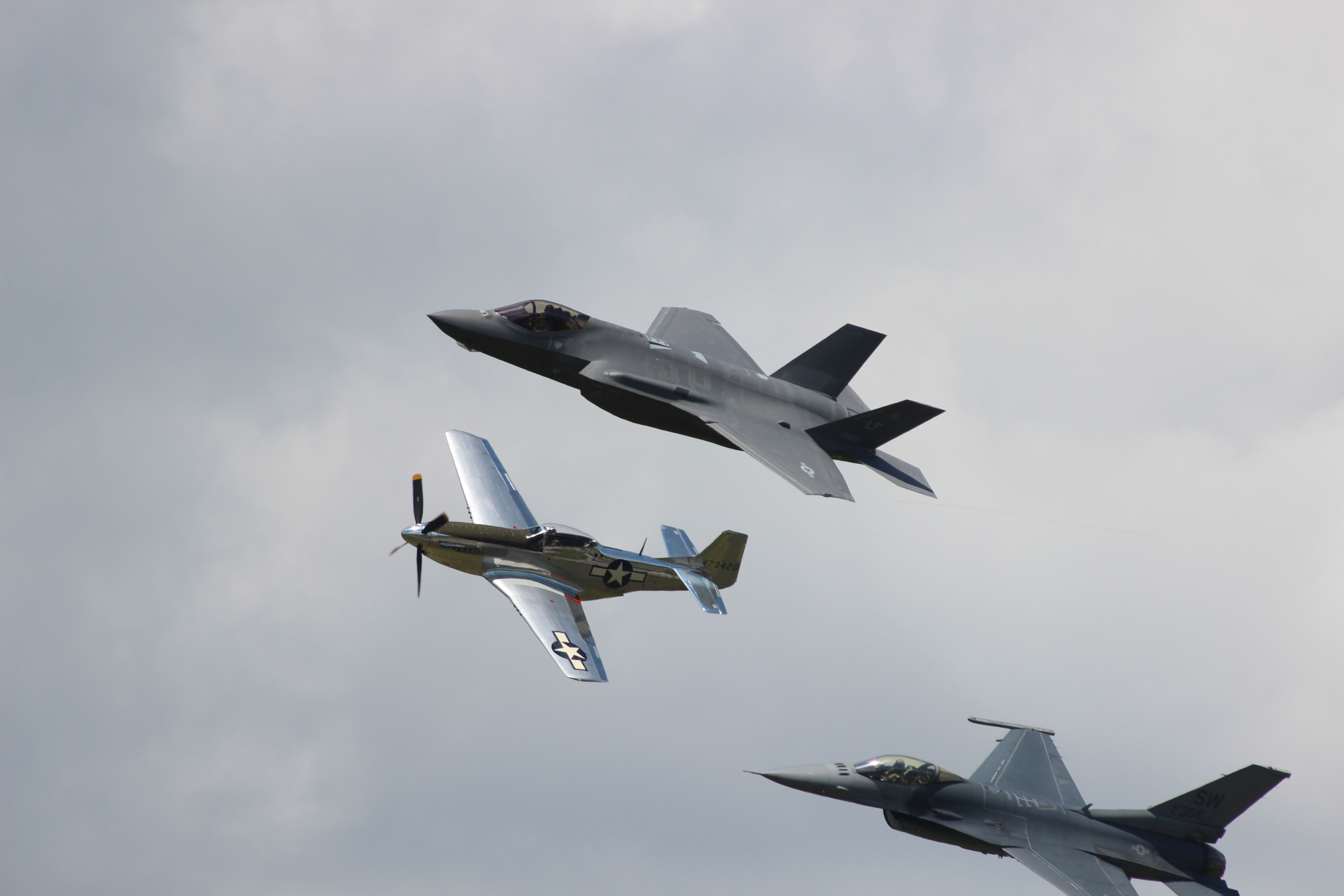
F-35、F-16と並んで飛行するD型（2017年）
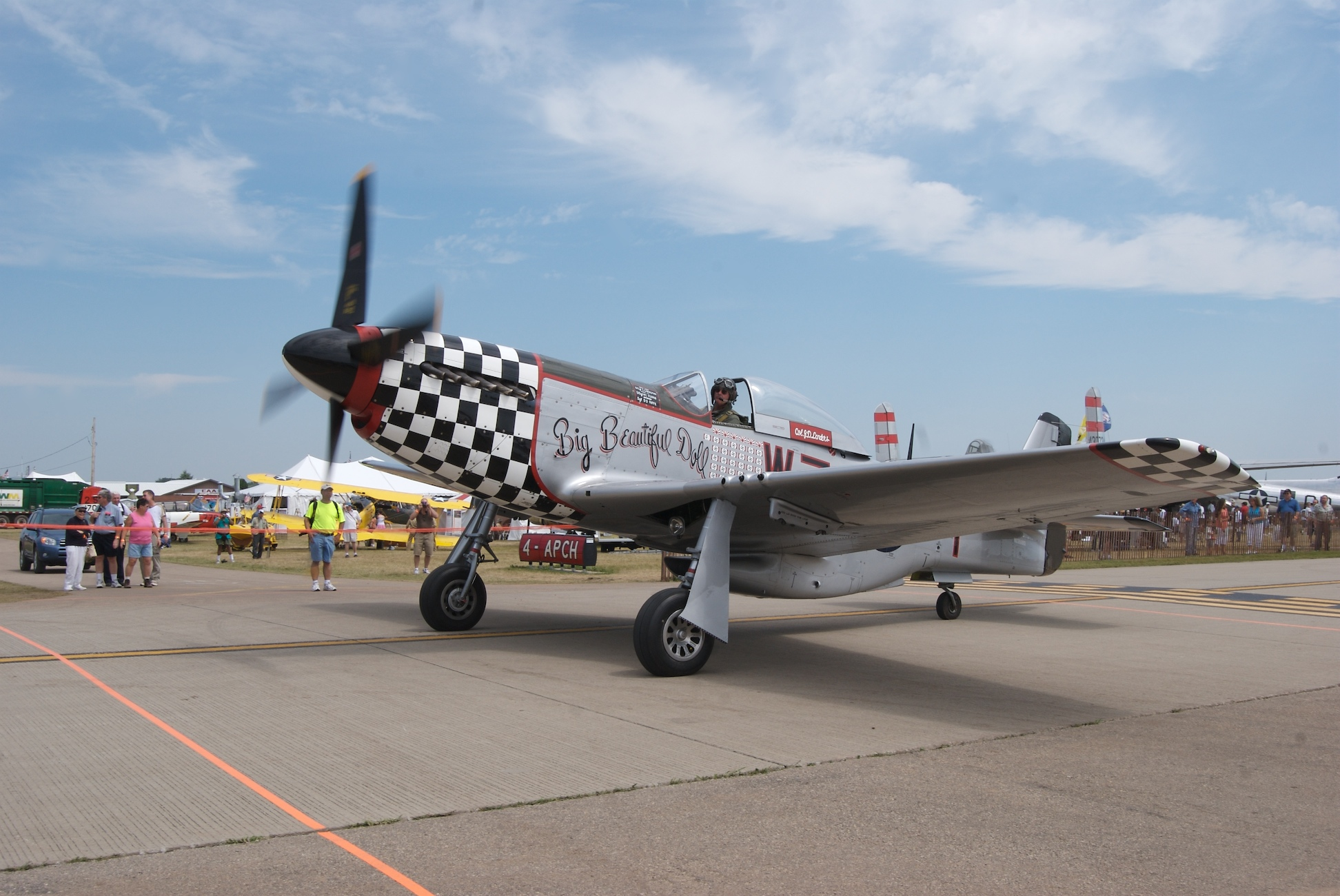
プライベート・ライアンの撮影に使われたD型 44-63634号機。2011年の事故で失われた。
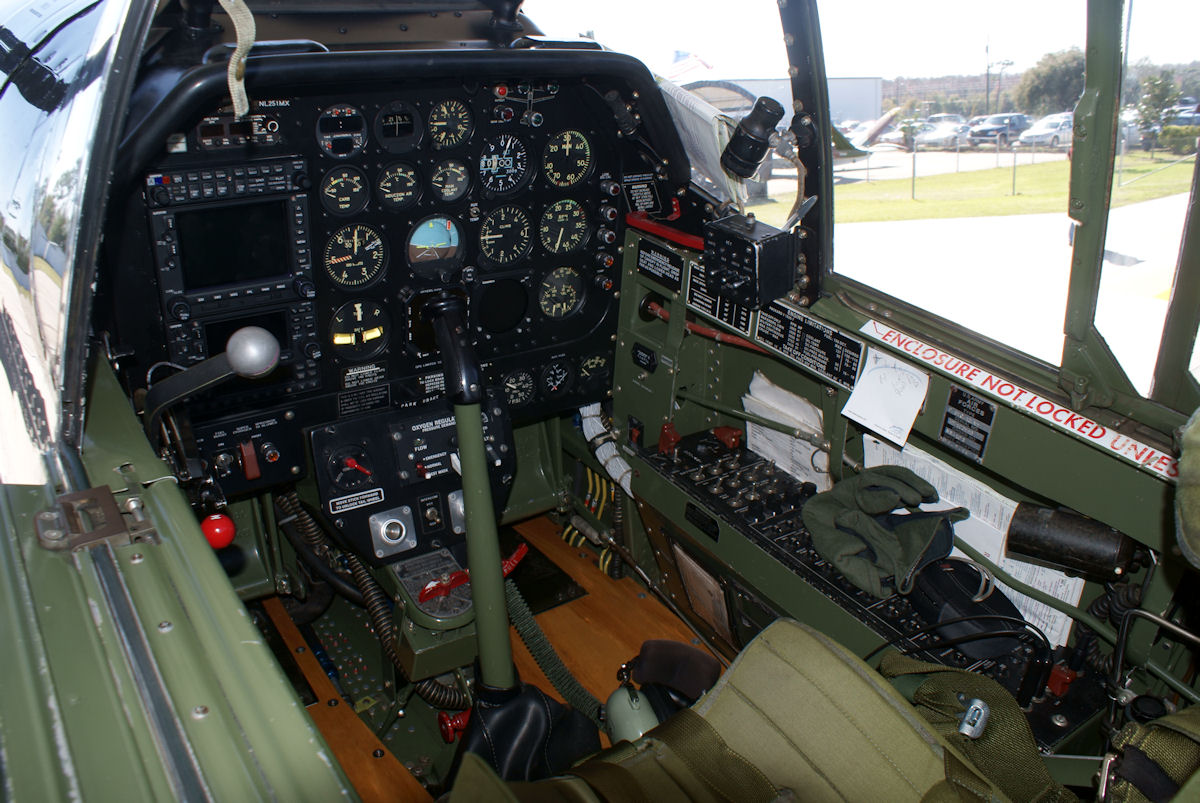
レストアされたTP-51の操縦席。一部をグラスコックピット化している（2011年）

### キャヴァリア製マスタング
トランス・フロリダ社が戦後に放出されたP-51を改修して複座の民間スポーツ機として販売したもの。同社は1967年にキャヴァリア社に名称変更したが、民間型を再び軍用型とした練習機やCOIN機、軽戦闘機も製作された。軽戦闘機型はボリビア空軍が、COIN機はインドネシア空軍が採用した。

### レプリカ
アメリカでは愛好家向けとして、2000ドル程度で購入できるキット機が多数販売されている。多くは2/3サイズの縮小レプリカで低出力のエンジンを使用しているが、現代の航空法に適合しており、自家用操縦士（PPL）の資格のみで操縦できる。

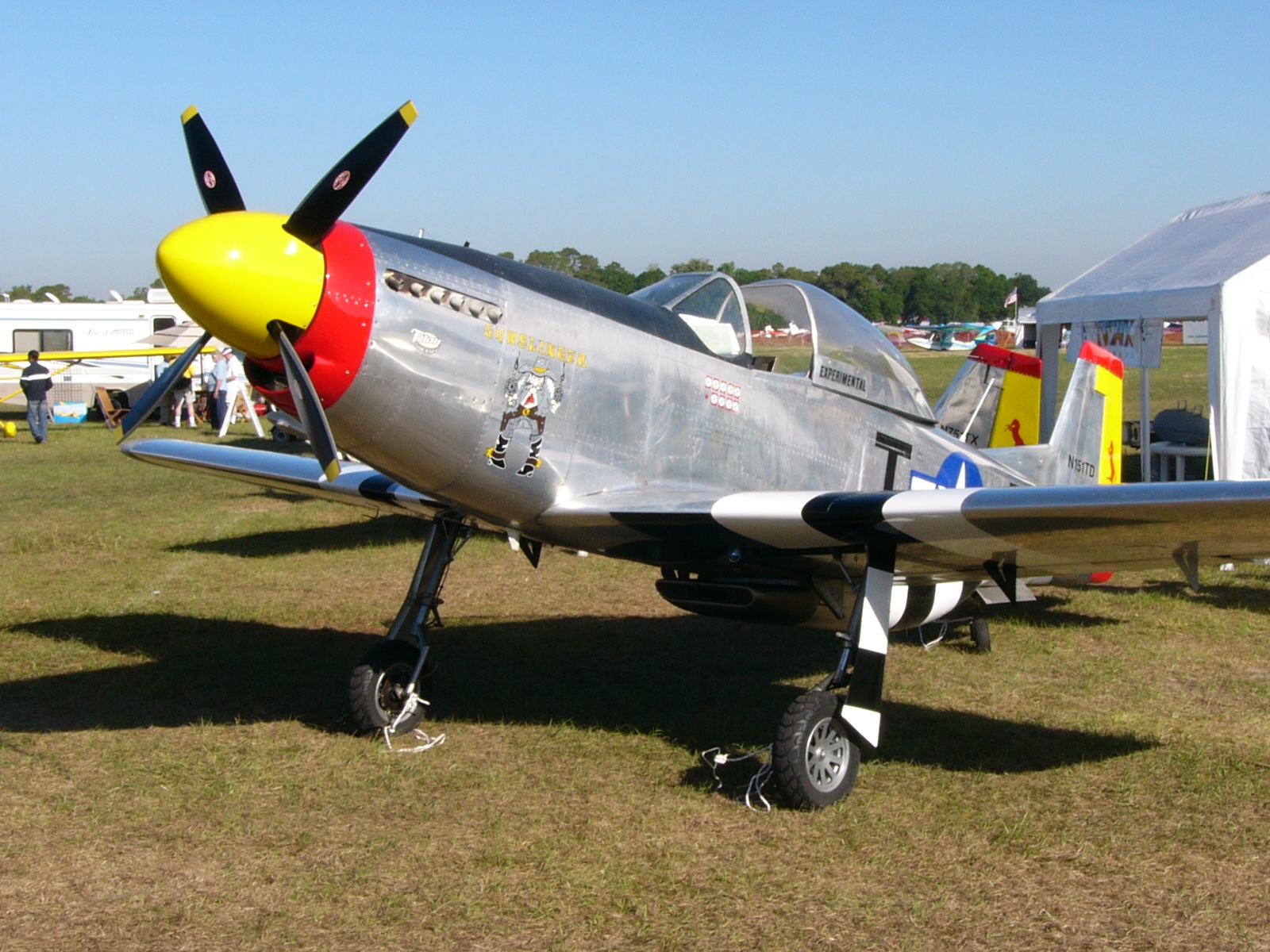
Titan T-51 Mustang
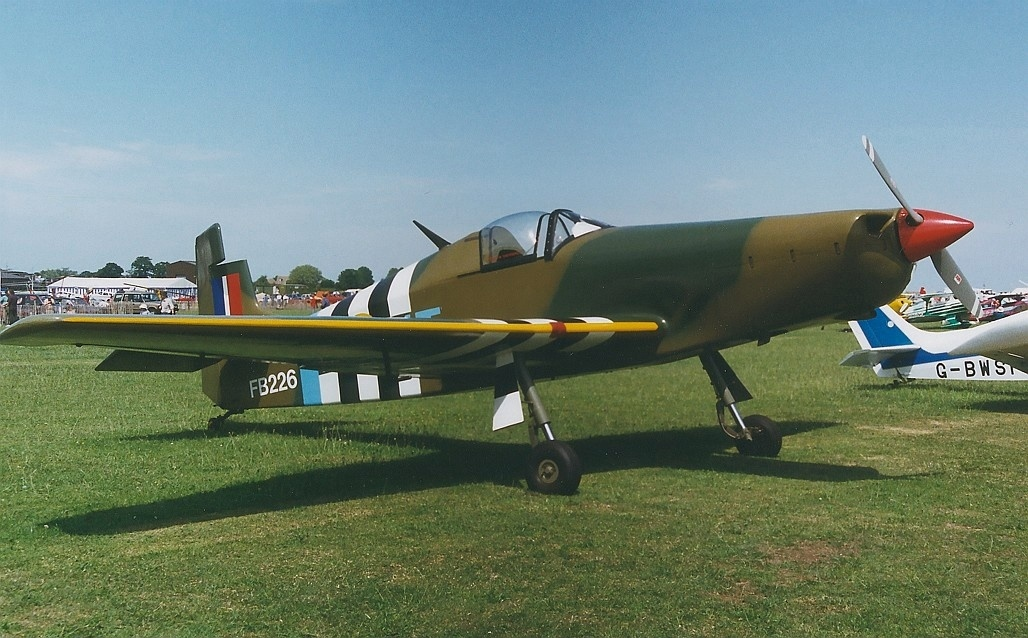
Bonsall DB-1 Mustang
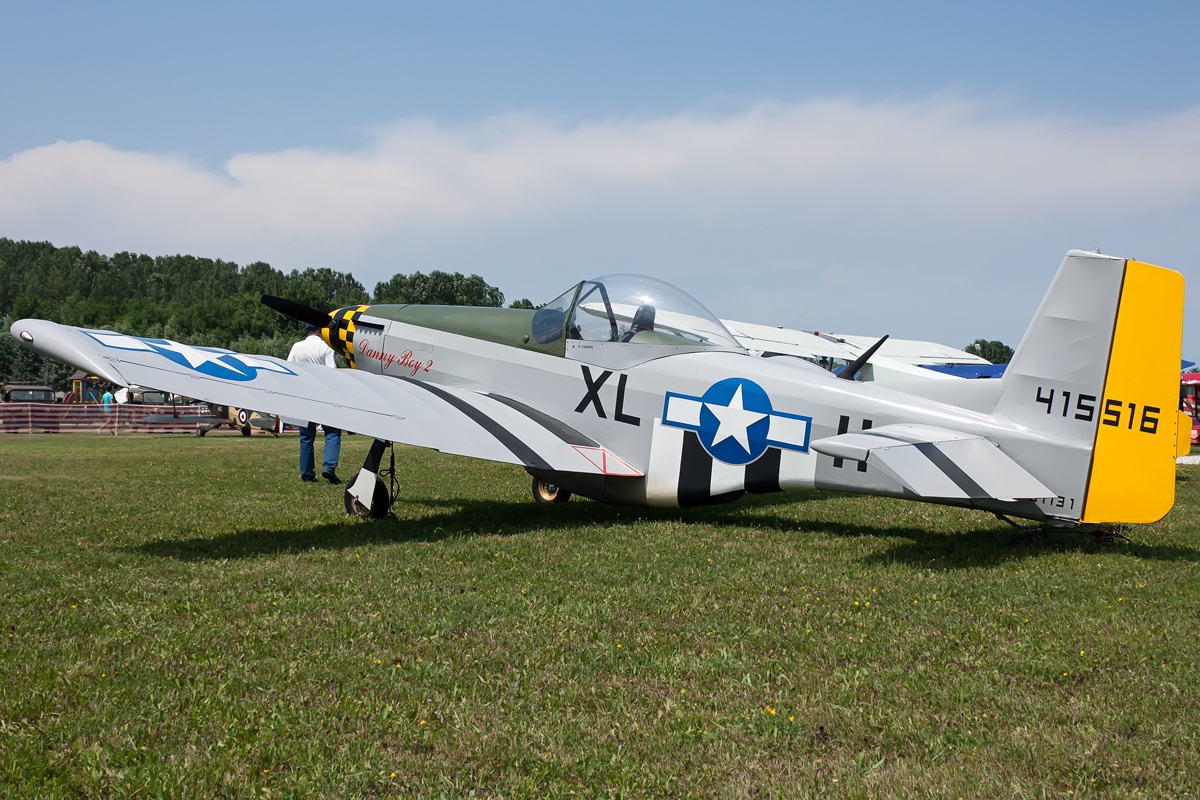
Loehle 5151 Mustang
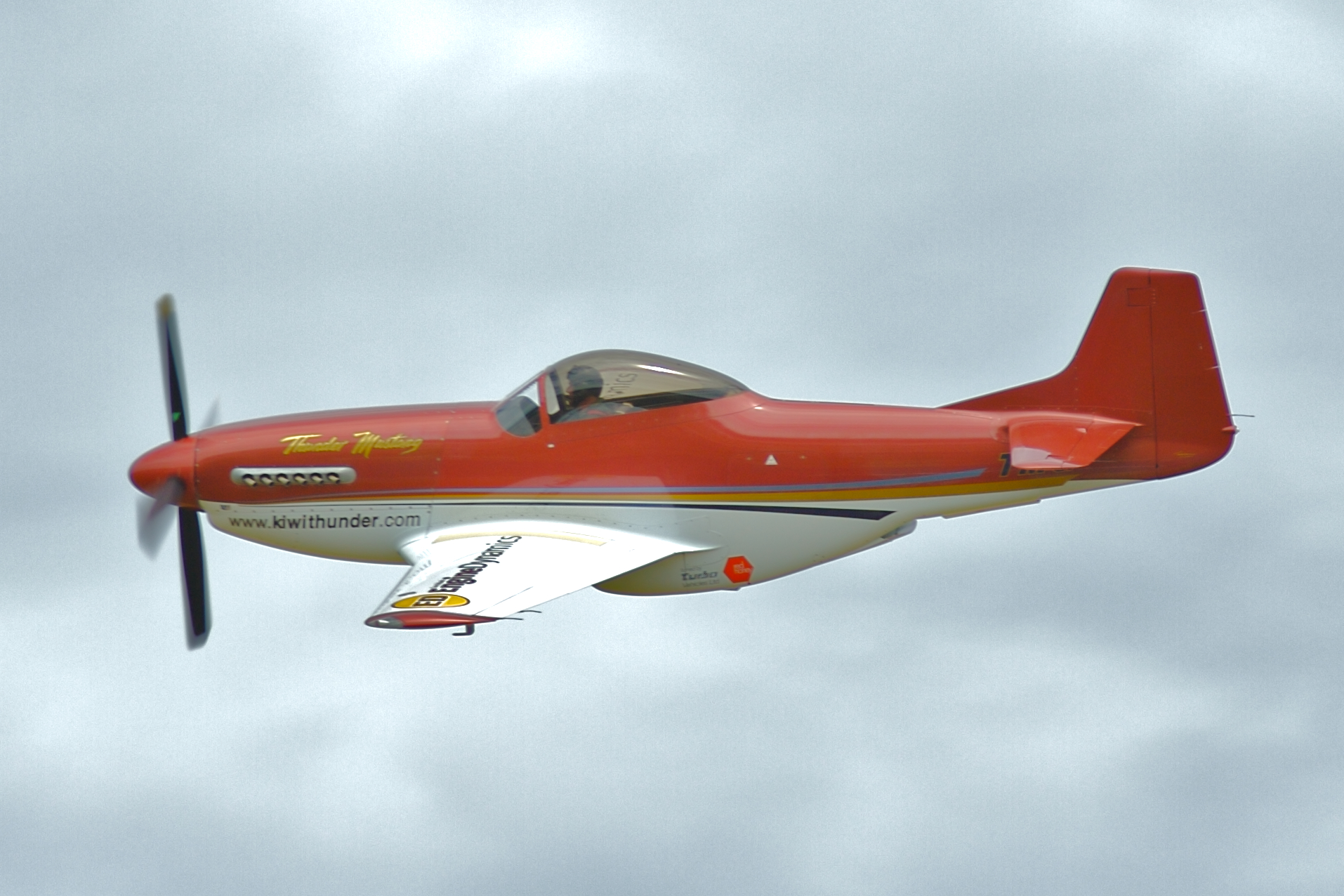
Papa 51 Thunder Mustang
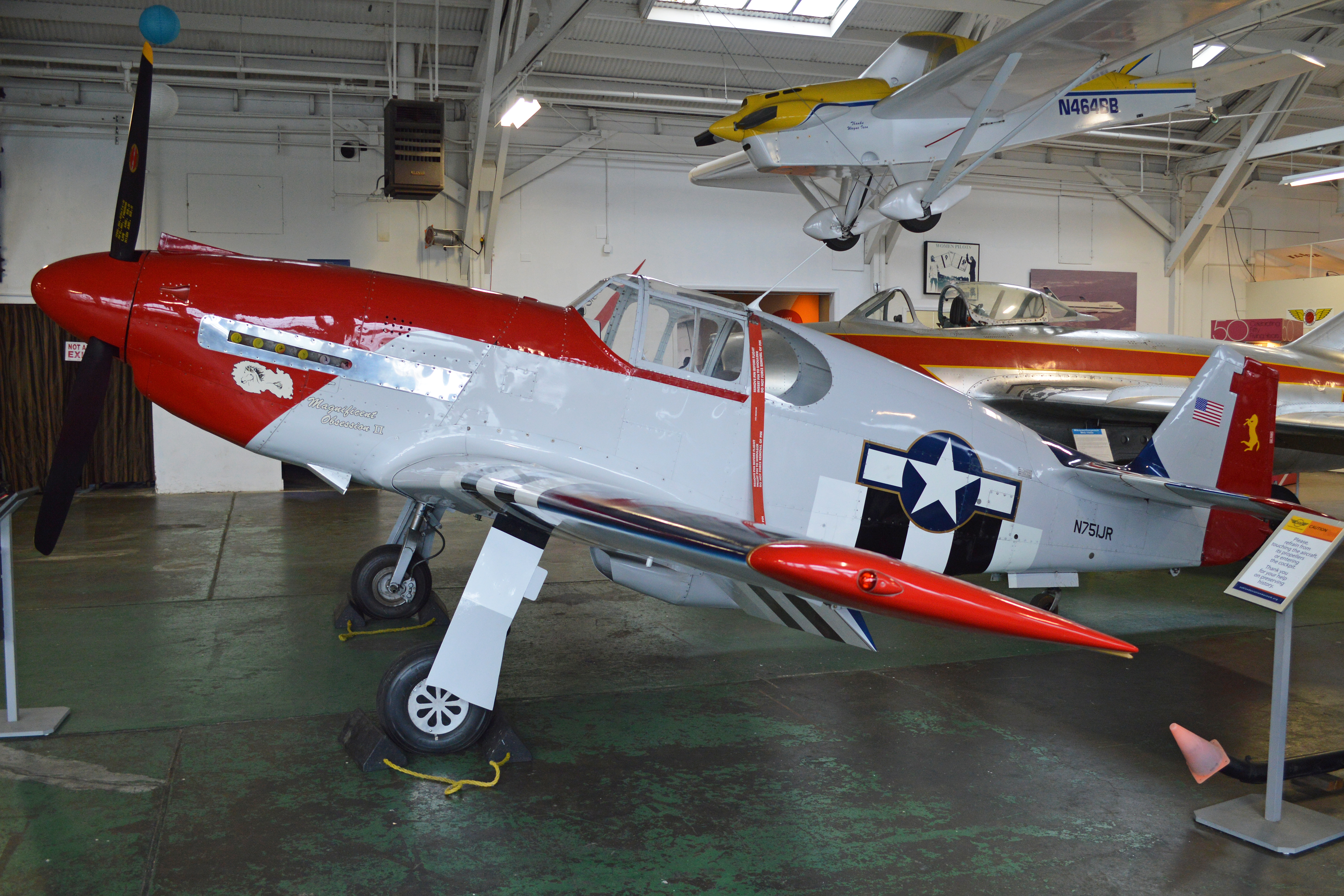
Jurca Gnatsum

## 各タイプと生産機数
P-51A
310機製造。カリフォルニア州イングルウッド工場製。
P-51B
650機(1,988機)製造。イングルウッド工場製。
P-51C
3,750機製造(1,750機)。テキサス州ダラス工場製。
P-51D/K
7,956機製造。6,502機がイングルウッド工場製。1,454機がダラス工場製。
P-51H
555機製造。イングルウッド工場製。
総生産機数：15,675機。これはP-47に次いで、米国製戦闘機中では第2位。

戦闘機型の他、復座練習型、偵察型、高速輸送型など様々な派生型が製造された。

### FJ-1 フューリー
FJ-1 フューリーは戦後ノースアメリカン社が開発した、アメリカ海軍向の艦載ジェット戦闘機である。これは、P-51の主翼と尾翼をそのまま流用し、胴体のみジェットエンジン搭載の新設計のものに変えた機体である。そのため、P-51のジェット化バリエーションとも解釈でき、そのように紹介される場合もある。
開発当初は画期的とされた層流翼形式の主翼であったが、第二次世界大戦の終結後にドイツで研究されていた後退翼が採用されると、層流翼は陳腐化してしまった。発展型のF-86 / FJ-2〜4は、新設計の後退翼の採用によって素晴らしい高性能を得たが、P-51との共通部分は皆無になってしまった。その後ノースアメリカンが開発した練習機T-2バックアイはFJ-1の主翼を流用しており、P-51の末裔と考えることもできる。

## 諸元
| 項目         | P-51D | P-51H |
| ------------ | --- | --- |
| 乗員数       | 1名 | 1名 |
| 全長         | 9.83m | 10.15m |
| 全幅         | 11.28m | 11.28m |
| 高さ         | 4.077m | 4.18m |
| 翼面積       | 21.8㎡ | 21.93㎡ |
| アスペクト比 | 5.83 | 6.8 |
| 空虚重量     | 3,463 kg | 2,971 kg |
| 全備重量     | 4,173 kg | 4,27 7kg |
| 最大離陸重量 | 5,490 kg | 5,003 kg |
| 燃料搭載量   | 1,020 L | 2,233 L |
| エンジン     | パッカード（ロールスロイス）V-1650-7マーリン12気筒液冷エンジン1基 | パッカード（ロールスロイス）V-1650-9マーリン12気筒液冷エンジン1基 |
| 出力         | 通常時：1,490馬力（1,110kW） WEP時：1,720馬力（1,280kW） | 通常時：1,380馬力（1,030kW） WEP<時：2,218馬力（1,490 kW） |
| プロペラ     | ハミルトン製4枚羽根定速・可変ピッチ(直径3.40メートル） | |
| 最高速度     | 710 km/h | 759km/h |
| 巡航速度     | 583 km/h | |
| 航続距離     | 2,660 km（外部燃料使用時） | 3,084 km |
| 実用上昇限度 | 12,800 m | 12,710 m |
| 上昇率       | 975.36m/分 | |
| 翼面荷重     | 190 kg/m 2 | |
| 武装         | 固定武装 ・50口径（12.7mm） AN/M2ブローニング機関銃6挺、弾薬合計1,840発（内側の2挺にそれぞれ380発、外側の2挺にそれぞれ270発） 携帯武装 ・T64 HVARロケット弾6または10発 ・翼下のハードポイントに各種爆弾（最大230㎏まで） | 固定武装 ・50口径（12.7mm） AN/M2ブローニング機関銃6挺、弾薬合計1,840発（内側の2挺にそれぞれ380発、外側の2挺にそれぞれ270発） 携帯武装 ・T64 HVARロケット弾6または10発 ・翼下のハードポイントに各種爆弾（最大230㎏まで） |

## 現存する機体

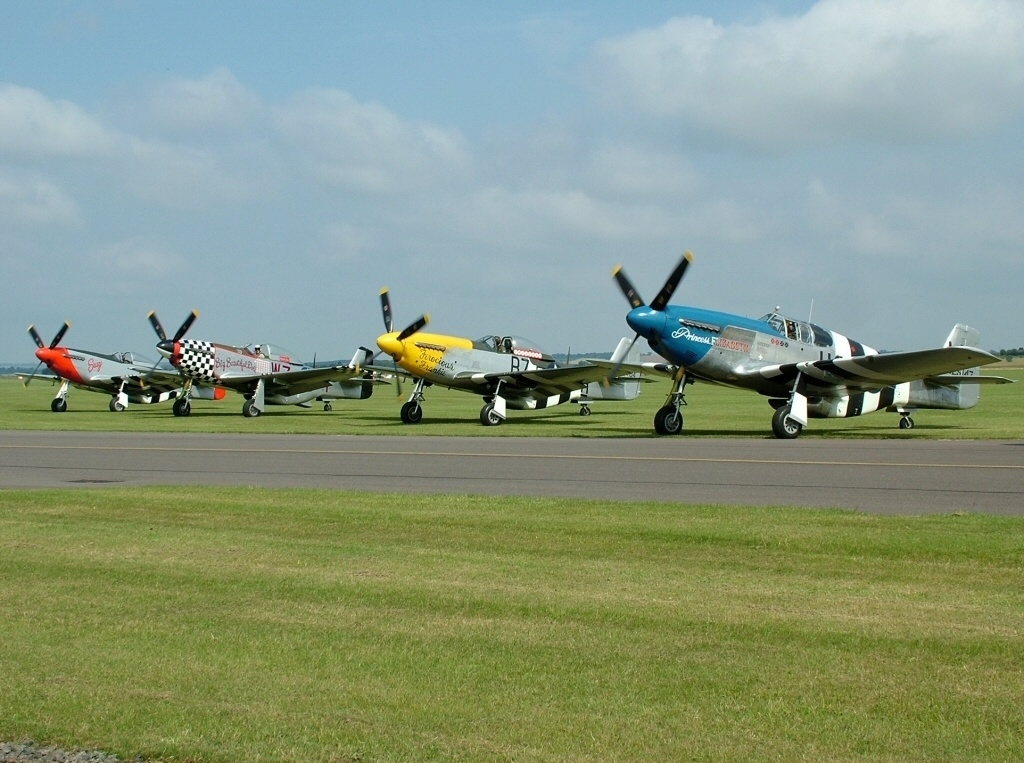
現存するP-51のうちの3機
左から44-72773 Susy・(CA-18 Big Beautiful Doll、2011年にダックスフォードで墜落)・44-73149 Ferocious Frankie・43-25147 Princess Elizabeth

- A-36は除いてある。キャヴァリア社製ないしキャヴァリア社が改造したマスタングや、オーストラリアにあるコモンウェルス社の戦中ライセンス型であるCA-17、戦後ライセンス型であるCA-18は記載してある。
- 番号は上が機体番号、下が製造番号。真ん中の()付きの機体番号は、現在の所有者などによる変更や別機体へデザインした際の機体番号であり、上の機体番号は軍配備時の機体番号である。
- 機体写真は、できる限り最新のものを掲載した。
- 公開状況については基本的に飛行状態でない時を表している為、「非公開」の機体でもエアショーで地上展示される場合や、所有者との交渉次第では見学や同乗（複座型）が可能なこともある。
- 備考にはその機体の外部リンクのほかかつての塗装などを掲載した。また、機体の愛称がある場合は備考欄に記した。
- 530機を掲載している。飛行可能が339機、静態展示が120機、その他が71機。情報収集量の限界などがあり、他にも現存機がある可能性がある。